# Liste der denkmalgeschützten Objekte in Innsbruck-Innsbruck/H–K
Die Liste der denkmalgeschützten Objekte in Innsbruck-Innsbruck/H–K enthält die denkmalgeschützten, unbeweglichen Objekte der Innsbrucker Katastralgemeinde Innsbruck (Stadtteile Innenstadt, Mariahilf-St. Nikolaus, Dreiheiligen-Schlachthof und Saggen) mit den Straßennamen von H bis K.

## Denkmäler
| Foto  |                 | Denkmal | Standort                                                             | Beschreibung | Metadaten |
| ----- | --------------- | --- | -------------------------------------------------------------------- | --- | --- |
| ja    | Datei hochladen | Mühlauer Eisenbahnbrücke (bei Rauchmühle) HERIS-ID: 111117 Objekt-ID: 128901                                                   | bei Haller Straße Standort KG: Innsbruck                             | Die Mühlauer Eisenbahnbrücke wurde mit der Bahnstrecke Kufstein–Innsbruck im Zeitraum 1853 bis 1858 erbaut. Die dreibogige Steinbrücke über den Inn hat zwei massive Steinpfeiler und beidseitig an den Ufern Widerlager aus weißem Kramsacher Marmor. Über einem leicht auskragenden Gesimse befindet sich ein Eisengeländer. Sie ist die einzige im Originalzustand erhaltene Brücke dieser Art auf der Strecke München – Verona. Die Brücke überquert den Inn zwischen den Innsbrucker Katastralgemeinden Innsbruck und Mühlau. | BDA-Hist.: Q37821850 Status: Bescheid Stand der BDA-Liste: 2025-06-30 Name: Mühlauer Eisenbahnbrücke (bei Rauchmühle) GstNr.: 468/1, 1134 Mühlauer Eisenbahnbrücke                                                                        |
| ja    | Datei hochladen | Wohnhaus HERIS-ID: 40874 Objekt-ID: 41055 TKK: 115963                                                                          | Haydnplatz 1 Standort KG: Innsbruck                                  | Das viergeschoßige Eckhaus wurde 1910 erbaut und verbindet Elemente des Heimatstils mit barockisierenden und secessionistischen Formen. Die Fassade ist mit Polygonal- und Runderkern, vortretenden Balkonen mit Steinbalustraden und Mansarden gegliedert. | BDA-Hist.: Q37996989 Status: Bescheid Stand der BDA-Liste: 2025-06-30 Name: Wohnhaus GstNr.: .1307 Haydnplatz 1, Innsbruck |
| ja    | Datei hochladen | Miethaus HERIS-ID: 84293 Objekt-ID: 98380 TKK: 126335seit 2020                                                                 | Haydnplatz 2 Standort KG: Innsbruck                                  | Das fünfachsige, fünfgeschoßige Mietshaus wurde 1910/11 von der Firma Tommasi und Egger erbaut. Die Fassade ist mit barockisierenden und secessionistischen Motiven dekoriert. Am dreiachsigen seichten Mittelrisalit befinden sich seitlich polygonale Erker, an der Mittelachse zwischen den Erkern und in den Außenachsen des ersten Obergeschoßes Korbgitterbalkone. Das Dachgeschoß weist eine Loggia mit zwei Arkadenöffnungen auf. Das Erdgeschoß und die die Erker flankierenden Lisenen sind genutet. Das rundbogige Portal in der Mittelachse mit zweiflügeliger, feldergeteilter Haustür ist von Pilastern gerahmt. Die Fenster sind teilweise mit Faschenrahmen, Aufsätzen, Pilasterrahmungen oder barockisierend geschmückten Parapetfeldern gestaltet. Das Innere weist ein Foyer mit geschwungenen, gebrochenen Rahmenfeldern und Leisten auf. Das Treppenhaus ist mit einer Holztäfelung mit feinen Blattranken in der unteren Wandzone versehen. Die zweiarmige Steintreppe weist ein Stabeisengeländer mit secessionistischen Motiven auf.                                               | BDA-Hist.: Q105646608 Status: Bescheid Stand der BDA-Liste: 2025-06-30 Name: Miethaus GstNr.: .1325 |
| ja    | Datei hochladen | Kommunaler Wohnbau HERIS-ID: 55593 Objekt-ID: 64310 TKK: 115964                                                                | Haydnplatz 5 Standort KG: Innsbruck                                  | Der Bau wurde 1941 als Berufstätigenheim nach Plänen von Walter Guth an der ursprünglich für eine Kirche vorgesehenen Ostseite des Haydnplatzes errichtet. Das fünfgeschoßige Gebäude über weitläufigem, S-förmigem Grundriss ist mit Erkern und rundbogigen Loggien an der Rückseite gegliedert und weist ein Rundbogenportal und eine rundbogige Hofeinfahrt auf. Im Inneren haben sich handwerkliche Details wie geschnitzte Fensterpfosten, Türen oder Treppengeländer erhalten. | BDA-Hist.: Q38066457 Status: § 2a Stand der BDA-Liste: 2025-06-30 Name: Kommunaler Wohnbau GstNr.: 720/6 Haydnplatz 5, Innsbruck |
| ja    | Datei hochladen | Brunnen, Mädchen mit Krug HERIS-ID: 84291 Objekt-ID: 98378 TKK: 115962                                                         | vor Haydnplatz 5 Standort KG: Innsbruck                              | Die unterlebensgroße Brunnenskulptur Mädchen mit Krug wurde zwischen 1940 und 1944 von Hans Plangger aus Laaser Marmor geschaffen und 1953 auf dem Haydnplatz aufgestellt. | BDA-Hist.: Q38182461 Status: § 2a Stand der BDA-Liste: 2025-06-30 Name: Brunnen, Mädchen mit Krug GstNr.: 1265 Brunnen Haydnplatz |
| ja    | Datei hochladen | Landesbaudirektion (ehem. Universitäts- bzw. Statthaltereigebäude) HERIS-ID: 39338 Objekt-ID: 39087 TKK: 115972                | Herrengasse 1 Standort KG: Innsbruck                                 | Das Gebäude der Landesbaudirektion wurde um 1660 als Theatersaal errichtet und ab 1672 als Universitätsgebäude genutzt, 1745 erfolgte die Adaptierung als Landes- und Universitätsbibliothek, 1776 der Umbau in eine Statthalterei. Das L-förmige Gebäude schließt mit seinem Südflügel an das heutige Kongresshaus an und folgt der Herrengasse entlang des ehemaligen Stadtgrabens, der Westflügel schließt nach Norden an. Der Bau ist viergeschoßig und betont schlicht gehalten. Das Hauptgebäude in der Herrengasse hat zwei zum Hof orientierte Treppenhäuser. Die Hauptfront hat ein profiliertes Traufgesims und ein Walmdach mit Dachgaupen, von den 15 Fensterachsen sind zwei Portalachsen verbreitert; die Westfront ist 14-achsig. Die Hoffronten sind im Wesentlichen schmucklos. Innen Foyers und Treppenpodeste mit Platzlgewölben und Stuckrosetten. Die zweiarmigen Steintreppen haben ein rosettenbesetztes Rankengitter, die östliche ein erweitertes Treppenauge. Etliche spätbarocke Zimmertüre mit profilierter abgerundeter Rahmung und geschweifter Felderteilung sind erhalten. | BDA-Hist.: Q37988626 Status: Bescheid Stand der BDA-Liste: 2025-06-30 Name: Landesbaudirektion (ehem. Universitäts- bzw. Statthaltereigebäude) GstNr.: .410 Landesbaudirektion, Innsbruck                                                 |
| ja    | Datei hochladen | Kongresshaus, Archivstöckl HERIS-ID: 39339 Objekt-ID: 39088 TKK: 115973                                                        | Herrengasse 1 Standort KG: Innsbruck                                 | Das Archivstöckl wurde 1871 auf Betreiben des damaligen Staatsarchivdirektors David Schönherr als erster Archivzweckbau Tirols errichtet und ist ein frühes Beispiel funktionaler Architektur in Tirol. Das ursprünglich ebenerdige Gebäude wurde 1874 um ein Geschoß aufgestockt. Das Flachdach wurde auf Grund von Wasserschäden zwischen den Kriegen zu einem flachen blechgedeckten Satteldach umgebaut. Das Archivstöckl ist an den Nordflügel des Amtsgebäudes Herrengasse angebaut. Der längsrechteckige Bau hat ein an der Südfassade risalitartig angebautes Treppenhaus. Das Erdgeschoß wurde aus Höttinger Brekzie bzw. Ziegelmauerwerk errichtet, das Obergeschoß in seiner Eisenbetonbauweise gilt als der erste derartige Bau in Tirol. Im Erdgeschoß gibt es eine große, dreischiffige Halle, deren schmaler Mittelgang ein durch breite Gurtbögen gegliedertes Tonnengewölbe auf Rechtecksäulen aufweist. Die breiten, achtjochigen Seitenschiffe haben durch Gurtbögen voneinander abgesetzte Kreuzgewölben.                                                                              | BDA-Hist.: Q37988637 Status: Bescheid Stand der BDA-Liste: 2025-06-30 Name: Kongresshaus, Archivstöckl GstNr.: .411, 598/4 |
| ja    | Datei hochladen | Fischerhäusl HERIS-ID: 39462 Objekt-ID: 39214 TKK: 115974                                                                      | Herrengasse 8 Standort KG: Innsbruck                                 | Das heute als Restaurant genutzte Fischerhäusl ist an das Festungsrondell angebaut und steht in baulichem und historischem Zusammenhang mit der Hofburg. Der zweigeschoßige, würfelförmige Bau aus dem 17./18. Jahrhundert über annähernd quadratischem Grundriss weist ein flaches Walmdach, eine regelmäßige Fassadengliederung, ein Rechteckportal aus Breccie und eine bemerkenswerte Dachstuhlkonstruktion auf. | BDA-Hist.: Q37989537 Status: Bescheid Stand der BDA-Liste: 2025-06-30 Name: Fischerhäusl GstNr.: .408 |
| ja    | Datei hochladen | Ottoburg HERIS-ID: 39344 Objekt-ID: 39095 TKK: 115975                                                                          | Herzog-Friedrich-Straße 1 Standort KG: Innsbruck                     | Spätgotischer Wohnturm, seit 1476 urkundlich nachweisbar. Der spätere Kaiser Maximilian I. verlieh den „Turn“ 1497 an den Fürsten Rudolf von Anhalt, nach dessen Tod 1515 nur noch bürgerliche Besitzer folgten. Vielleicht deshalb wurde das Haus seit 1565/68 „Eepurg“, „öd Burg“ (=leere Burg) und 1628 „Öttburg“ genannt. Von dieser Namensform ausgehend entstand am Ende des „aufgeklärten“ 18. Jahrhunderts die Assoziation zu Herzog Otto II. von Andechs, der früher als Stadtgründer von Innsbruck galt und hier in seiner „Ottburg“ residiert haben soll. | BDA-Hist.: Q24053223 Status: Bescheid Stand der BDA-Liste: 2025-06-30 Name: Ottoburg GstNr.: .388 Ottoburg (Innsbruck) |
| ja    | Datei hochladen | Altes Regierungsgebäude HERIS-ID: 55479 Objekt-ID: 64160 TKK: 34379                                                            | Herzog-Friedrich-Straße 3 Standort KG: Innsbruck                     | Das auch Claudiana genannte Gebäude geht auf zwei mittelalterliche Vorgängerbauten zurück. 1569 ließ Erzherzog Ferdinand II. die zwei Gebäude zum Amtsgebäude für die oberösterreichische Regierung umbauen. Nach der Zerstörung beim Erdbeben von 1689 wurde es 1690–1692 in barocker Form durch Johann Martin Gumpp den Älteren wieder aufgebaut. | BDA-Hist.: Q38065856 Status: Bescheid Stand der BDA-Liste: 2025-06-30 Name: Altes Regierungsgebäude GstNr.: .389 Altes Regierungsgebäude Innsbruck                                                                                        |
| ja    | Datei hochladen | Bürgerhaus HERIS-ID: 39345 Objekt-ID: 39096 TKK: 115991                                                                        | Herzog-Friedrich-Straße 5 Standort KG: Innsbruck                     | Das schmale fünfgeschoßige Haus stammt im Kern aus dem 15. Jahrhundert und wurde 1504 erstmals urkundlich erwähnt. Es weist einen barock geschwungenen Giebel, einen viergeschoßigen Polygonalerker, eine Erdbebenmauer bis zum zweiten Obergeschoß, eine kreuzgewölbte Laube und ein Spitzbogenportal auf. Im Inneren haben sich spätgotische Tonnengewölbe erhalten. | BDA-Hist.: Q37988654 Status: Bescheid Stand der BDA-Liste: 2025-06-30 Name: Bürgerhaus GstNr.: .390 |
| ja    | Datei hochladen | Hotel zum goldenen Adler HERIS-ID: 39346 Objekt-ID: 39097 TKK: 115992                                                          | Herzog-Friedrich-Straße 6 Standort KG: Innsbruck                     | Errichtet im Zuge des Wiederaufbaues nach dem Brand von 1450 zählt der Goldene Adler am Unteren Stadtplatz zu den ältesten und – durch seinen Laubenvorbau – auch stattlichsten Gasthäusern von Innsbruck. Die spätgotischen Fassadenfresken wurden 1957/64 wiederentdeckt. Als Vorbild für das Wirtshausschild diente der schwarze Doppeladler des Heiligen Römischen Reiches und seiner Kaiser. Die Marmortafeln unter den Lauben künden von zahlreichen Persönlichkeiten, die hier abgestiegen sind. | BDA-Hist.: Q1343706 Status: Bescheid Stand der BDA-Liste: 2025-06-30 Name: Hotel zum goldenen Adler GstNr.: .387 Goldener Adler (Innsbruck)                                                                                               |
| ja    | Datei hochladen | Bürgerhaus HERIS-ID: 39347 Objekt-ID: 39098 TKK: 83610                                                                         | Herzog-Friedrich-Straße 7 Standort KG: Innsbruck                     | Das urkundlich 1590 erstmals genannte Haus stammt im Kern aus dem 15./16. Jahrhundert, 1963 wurde das Erdgeschoß erneuert. Das weit in die Tiefe reichende, fünfgeschoßige Haus weist an der dreiachsigen Vorderfront tonnengewölbte Lauben, einen Breiterker und eine Erdbebenmauer auf. Durch den späteren Anbau des Stöcklgebäudes ergaben sich zwei hintereinander liegende Lichthöfe. Im Inneren haben sich ein durchgehender, tonnengewölbter Flur und eine um einen runden Mittelpfeiler geführte Wendeltreppe erhalten. | BDA-Hist.: Q37988668 Status: Bescheid Stand der BDA-Liste: 2025-06-30 Name: Bürgerhaus GstNr.: .391 Herzog-Friedrich-Straße 7, Innsbruck                                                                                                  |
| ja BW | Datei hochladen | Bürgerhaus HERIS-ID: 39348 Objekt-ID: 39099 TKK: 115993                                                                        | Herzog-Friedrich-Straße 8 Standort KG: Innsbruck                     | Das ehemalige Gasthaus zur Blauen Gans stammt im Kern aus dem 16. Jahrhundert und ist seit dem 17. Jahrhundert als Gaststätte belegt. Das viergeschoßige Haus mit ausgebautem Dachgeschoß über viereckigem Grundriss reicht weit in die Tiefe. Die fünfachsige Fassade ist im Zopfstil gestaltet und mit Erkern, Putzrahmungen an den Fensterbrüstungen und Heiligenmedaillons im zweiten Obergeschoß gegliedert. | BDA-Hist.: Q37988677 Status: Bescheid Stand der BDA-Liste: 2025-06-30 Name: Bürgerhaus GstNr.: .386 Herzog-Friedrich-Straße 8, Innsbruck                                                                                                  |
| ja    | Datei hochladen | Bürgerhaus HERIS-ID: 39349 Objekt-ID: 39100 TKK: 83590                                                                         | Herzog-Friedrich-Straße 9 Standort KG: Innsbruck                     | Zwei zweiachsige, fünfgeschoßige, im Kern aus dem 15. Jahrhundert stammende Bürgerhäuser wurden in jüngerer Zeit zu einem Doppelhaus vereinigt. Beide Häuser weisen Erker auf, die Erdbebenmauer des rechten ist bis ins zweite Obergeschoß hochgezogen. In einem Zimmer im zweiten Obergeschoß findet sich eine spätgotische, teilweise bunt bemalte Balkendecke aus dem Jahr 1483, die 1640 erneuert wurde. | BDA-Hist.: Q37988698 Status: Bescheid Stand der BDA-Liste: 2025-06-30 Name: Bürgerhaus GstNr.: .392, .393 Herzog-Friedrich-Straße 9-11, Innsbruck                                                                                         |
| ja    | Datei hochladen | Helblinghaus HERIS-ID: 39350 Objekt-ID: 39101 TKK: 83605                                                                       | Herzog-Friedrich-Straße 10 Standort KG: Innsbruck                    | Das ursprünglich spätgotische Gebäude aus dem 15. Jahrhundert wurde um 1730 umgestaltet und vom Stuckateur Anton Gigl mit einer üppigen Rokokofassade mit Blumenranken, Fruchtbündeln, Muscheln, Akanthusblättern und Putten versehen. | BDA-Hist.: Q719616 Status: Bescheid Stand der BDA-Liste: 2025-06-30 Name: Helblinghaus GstNr.: .385 Helblinghaus |
| ja BW | Datei hochladen | Palluahaus HERIS-ID: 39351 Objekt-ID: 39102 TKK: 83592                                                                         | Herzog-Friedrich-Straße 12 Standort KG: Innsbruck                    | Das weit in die Tiefe reichende, sechsgeschoßige Haus stammt im Kern aus dem 15. Jahrhundert. Es weist eine schmucklose Fassade mit starker Erdbebenmauer, ein Nagelfluhportal und spitzbogig geschlossene Laubenöffnungen auf. Im Inneren haben sich ein tonnengewölbter Flur mit Stichkappen und eine Wendeltreppe erhalten. Die Gasträume wurden 1927/1937 von Franz Baumann umgestaltet. | BDA-Hist.: Q37988713 Status: Bescheid Stand der BDA-Liste: 2025-06-30 Name: Palluahaus GstNr.: .384 Palluahaus, Innsbruck |
| ja    | Datei hochladen | Gasthaus Jörgele HERIS-ID: 39352 Objekt-ID: 39103 TKK: 17928                                                                   | Herzog-Friedrich-Straße 13 Standort KG: Innsbruck                    | Das weit in die Tiefe reichende fünfgeschoßige Haus geht ins 15. Jahrhundert zurück. Die durch eine Blendmauer horizontal abgeschlossene Fassade mit Erdbebenmauer, viergeschoßigem Erker und Mosaik des Gnadenbildes Mariahilf wurde in jüngerer Zeit barockisierend gestaltet. | BDA-Hist.: Q37988727 Status: Bescheid Stand der BDA-Liste: 2025-06-30 Name: Gasthaus Jörgele GstNr.: .394 Weinhaus Jörgele |
| ja BW | Datei hochladen | Weinhaus Happ einschließlich Gaststuben HERIS-ID: 16261 Objekt-ID: 12519 TKK: 115976                                           | Herzog-Friedrich-Straße 14 Standort KG: Innsbruck                    | Eine der wenigen erhaltenen traditionellen Gaststätten Innsbrucks geht im Kern auf ein spätgotisches Gebäude aus dem 16. Jahrhundert in der typischen Inn-Salzach-Bauweise zurück. 1927 und 1937 wurde es nach Plänen von Franz Baumann behutsam umgebaut. Die Fassade des sechsstöckigen Gebäudes weist rundbogige Laubenöffnungen, einen elegenen rechteckigen Erker über drei Geschoße, der im vierten Obergeschoß in einen Balkon übergeht, sowie Erdbebenpfeiler auf. Die Fassade wurde 1937 umgestaltet und von Erich Torggler mit Freskenmotiven aus dem Gastgewerbe verziert. Die Gasträume sowie Möbel und Ausstattungsdetails wie Leuchten, Wandregale, Türen und Türklinken wurden einheitlich von Franz Baumann gestaltet. | BDA-Hist.: Q37811153 Status: Bescheid Stand der BDA-Liste: 2025-06-30 Name: Weinhaus Happ einschließlich Gaststuben GstNr.: .383 Weinhaus Happ                                                                                            |
| ja    | Datei hochladen | Ansitz Neuhof, Goldenes Dachl HERIS-ID: 55480 Objekt-ID: 64161 TKK: 28761                                                      | Herzog-Friedrich-Straße 15 Standort KG: Innsbruck                    | In diesem Gebäude befand sich von 1420 bis ca. 1460 die Residenz des Tiroler Landesfürsten Friedrich IV. und Siegmund des Münzreichen. Der mit 2657 feuervergoldeten Kupferschindeln gedeckte Prunkerker, das Wahrzeichen der Stadt Innsbruck, wurde als Auftragswerk unter Kaiser Maximilian I. von Niclas Türing dem Älteren errichtet und laut Inschrift im Jahre 1500 fertiggestellt. Die Fresken stammen von Maximilians Hofmaler Jörg Kölderer. Die Erkerreliefs zeigen Porträts Maximilians und seiner beiden Gemahlinnen, die von Moriskentänzern umgeben werden. Wappen, verdeckte Hinweise und Symbole ergeben ein komplexes Gesamtkunstwerk, das das Selbstverständnis Maximilians widerspiegelt. Das Schriftband hinter den Tänzern auf den Reliefs konnte nicht entziffert werden. | BDA-Hist.: Q700208 Status: § 2a Stand der BDA-Liste: 2025-06-30 Name: Ansitz Neuhof, Goldenes Dachl GstNr.: .395 Goldenes Dachl |
| ja    | Datei hochladen | Katzunghaus HERIS-ID: 39353 Objekt-ID: 39104 TKK: 115977                                                                       | Herzog-Friedrich-Straße 16 Standort KG: Innsbruck                    | Dieses im 15. Jahrhundert erbaute spätgotische Bürgerhaus tritt vor allem durch seinen Eckerker hervor. Die dortigen Reliefs sind Arbeiten aus der Werkstatt Gregor Türings († 1543) und zeigen einerseits Musikanten und Spielleute, andererseits verschiedene Arten von Turnieren. Die Reliefs erinnern daran, dass am alten Stadtplatz vor dem Gebäude einst ritterliche Kampfspiele stattgefunden haben. | BDA-Hist.: Q1736949 Status: Bescheid Stand der BDA-Liste: 2025-06-30 Name: Katzunghaus GstNr.: .382 Katzunghaus |
| ja BW | Datei hochladen | Bürgerhaus HERIS-ID: 39355 Objekt-ID: 39106 TKK: 115978                                                                        | Herzog-Friedrich-Straße 18 Standort KG: Innsbruck                    | Das seit 1521 urkundlich belegte Bürgerhaus stammt im Kern aus dem 15. Jahrhundert. Das fünfgeschoßiges Eckhaus hat eine einachsige Erkerfront zur Herzog-Friedrich-Straße und sieben Fensterachsen an der Seilergasse, wo sich auch der Eingang befindet. Im Inneren finden sich ein kleiner tonnengewölbter Flur, eine Wendeltreppe mit gemauerter Brüstung und ein rundbogiger Treppeneingang. | BDA-Hist.: Q37988752 Status: Bescheid Stand der BDA-Liste: 2025-06-30 Name: Bürgerhaus GstNr.: .376 Herzog-Friedrich-Straße 18, Innsbruck                                                                                                 |
| ja    | Datei hochladen | Schöpferhaus/Alte Hofapotheke HERIS-ID: 39356 Objekt-ID: 39107 TKK: 115979                                                     | Herzog-Friedrich-Straße 19 Standort KG: Innsbruck                    | Das vor 1486 erstmals urkundlich erwähnte Gebäude hat einen Baukern aus dem 15./16. Jahrhundert. Mit seinem L-förmigen Grundriss umschließt es das Eckhaus Herzog-Friedrich-Straße 17 an der Süd- und Ostseite und hat eine dreiachsige Hauptfront zur Herzog-Friedrich-Straße und eine einachsige Front zur Hofgasse. Die um 1503 gestaltete Hauptfassade weist einen Erker, ein Grabendach und einen Treppengiebel auf. Im ersten Obergeschoß des Traktes zur Hofgasse befand sich bis 1955 eine Rokoko-Apotheke. Die Apotheke im Erdgeschoß des Vorderhauses wurde Ende des 18. Jahrhunderts eingerichtet. | BDA-Hist.: Q37988761 Status: Bescheid Stand der BDA-Liste: 2025-06-30 Name: Schöpferhaus/Alte Hofapotheke GstNr.: .432 Schöpferhaus/Alte Hofapotheke, Innsbruck                                                                           |
| ja BW | Datei hochladen | Vogelsangerhaus HERIS-ID: 39357 Objekt-ID: 39108 TKK: 115980                                                                   | Herzog-Friedrich-Straße 20 Standort KG: Innsbruck                    | Das seit 1521 urkundlich belegte Haus stammt im Baukern aus dem 15. Jahrhundert. Das vierachsige, fünfgeschoßige, weit in die Tiefe reichende Doppelhaus weist Lauben, Erker und zwei ungleiche Grabendächer auf. Die Fassade wurde nach Bombenschaden 1948 restauriert. Das Innere wurde 1955 durch ein Erdbeben stark beschädigt. | BDA-Hist.: Q37988771 Status: Bescheid Stand der BDA-Liste: 2025-06-30 Name: Vogelsangerhaus GstNr.: .375 Vogelsangerhaus, Innsbruck |
| ja    | Datei hochladen | Altes Rathaus mit Stadtturm und Brunnen im Innenhof HERIS-ID: 55485 Objekt-ID: 64167 TKK: 115981                               | Herzog-Friedrich-Straße 21 Standort KG: Innsbruck                    | Das Alte Rathaus war bis 1897 Sitz der Stadtverwaltung. 1358 wurde ein Bürgerhaus am Stadtplatz angekauft und zum Rathaus umgewandelt, das mehrmals umgebaut und vergrößert wurde. Die heutige Gestalt erhielt es 1658. Der 56 m hohe Stadtturm wurde um 1450 als erster derartiger Bau in Österreich errichtet. Ursprünglich mit einem spitzen Turmhelm versehen, erhielt er um 1560 eine Renaissance-Zwiebelhaube. | BDA-Hist.: Q64487202 Status: § 2a Stand der BDA-Liste: 2025-06-30 Name: Altes Rathaus mit Stadtturm und Brunnen im Innenhof GstNr.: .433 Altes Rathaus (Innsbruck)                                                                        |
| ja    | Datei hochladen | Trautsonhaus HERIS-ID: 39358 Objekt-ID: 39109 TKK: 115982                                                                      | Herzog-Friedrich-Straße 22 Standort KG: Innsbruck                    | Das Trautsonhaus ist ein gotisches Laubenhaus des 15. Jahrhunderts mit Lichtschacht. Es erhielt im Jahre 1541 unter seinem damaligen Besitzer Hanns Trautson von Matrei, Sprechenstein und Schrofenstein, Erbland-Marschall von Tirol, seit 1541 Freiherr, durch Meister Gregor Türing seine heutige Gestalt und Höhe sowie die zwei prächtigen Erker, deren linker sich über einem Bogen erhebt und mit den Wappen des Bauherrn und seiner Gattin aus dem Hause Madruzzo geziert ist. | BDA-Hist.: Q37988781 Status: Bescheid Stand der BDA-Liste: 2025-06-30 Name: Trautsonhaus GstNr.: .374 Trautsonhaus |
| ja    | Datei hochladen | Brunnen vor Trautsonhaus HERIS-ID: 84439 Objekt-ID: 98535 TKK: 115983                                                          | vor Herzog-Friedrich-Straße 22 Standort KG: Innsbruck                | Der barocke Marmorbrunnen mit niedriger, breiter Muschelschale und einer vasenbekrönten, kannelierten Brunnensäule von 1806 ist der einzige noch an ursprünglicher Stelle erhaltene Stadtbrunnen Innsbrucks. | BDA-Hist.: Q38182986 Status: § 2a Stand der BDA-Liste: 2025-06-30 Name: Brunnen vor Trautsonhaus GstNr.: 1044 Trautsonbrunnen |
| ja    | Datei hochladen | Tschurtschenthalerhaus HERIS-ID: 39359 Objekt-ID: 39110 TKK: 115984                                                            | Herzog-Friedrich-Straße 23 Standort KG: Innsbruck                    | Das 1390 erstmals urkundlich genannte Haus hat einen Baukern aus dem 15. Jahrhundert. 1949 wurde das Innere nach einem Bombenschaden umgebaut. Das fünfgeschoßige, weit in die Tiefe reichende Haus weist an der schmucklosen Fassade spitzbogige Lauben, eine Erdbebenmauer, einen dreigeschoßigen Breiterker und einen geschwungenen Barockgiebel auf. | BDA-Hist.: Q37988790 Status: Bescheid Stand der BDA-Liste: 2025-06-30 Name: Tschurtschenthalerhaus GstNr.: .435/2 Tschurtschenthalerhaus                                                                                                  |
| ja    | Datei hochladen | Altes Landhaus HERIS-ID: 39360 Objekt-ID: 39111 TKK: 115985                                                                    | Herzog-Friedrich-Straße 29 Standort KG: Innsbruck                    | Wohl aus zwei Bürgerhäusern zusammengewachsen, trug dieses Haus um 1536 die Bezeichnung „Zum guldenen Engl“ und wurde 1613 von der „Tiroler Landschaft“ als ihr erstes Amtsgebäude angekauft. Dies wurde notwendig, weil Innsbruck – seit 1420 Residenz der Tiroler Landesfürsten – nach und nach auch zum exklusiven Tagungsort des Tiroler Landtages bzw. der Tiroler Landschaft und ihrer Stände geworden ist. Schon bald als zu eng empfunden, wurde dieses Haus in der Altstadt 1666 gegen eines in der oberen Neustadt vertauscht, wo sich das „Alte Landhaus“ seither befindet (Maria-Theresien-Straße 43). | BDA-Hist.: Q37988800 Status: Bescheid Stand der BDA-Liste: 2025-06-30 Name: Altes Landhaus GstNr.: .438 |
| ja    | Datei hochladen | Gasthof/Hotel Weißes Kreuz (Mozarthaus) HERIS-ID: 57388 TKK: 54005seit 2021                                                    | Herzog-Friedrich-Straße 31 Standort KG: Innsbruck                    | Das Haus wurde 1465 erstmals als Gasthof zum „weysen kreutz“ erwähnt, ab 1468 ist die kontinuierliche Besitzgeschichte belegt. 1861 wurde das Gebäude um ein viertes Stockwerk erhöht und neu fassadiert und im Inneren modernisiert und umgebaut. Im 20. Jahrhundert wurde es erneut aufgestockt und mehrfach umgestaltet, unter anderem 1934 die Stube durch Franz Baumann. Das vierachsige, sechsgeschoßige, weit in die Tiefe reichende Haus weist einen Erker, kreuzgewölbte Lauben, einen mehrfach geschwungenen Giebel und ein Satteldach auf. Das Putzrelief am Erker wurde 1952 von Rudolf Stolz geschaffen. An der Fassade befindet sich eine Gedenktafel für Leopold und Wolfgang Amadeus Mozart, die 1769 hier übernachteten. Im weitgehend umgebauten Inneren hat sich in einem Raum im zweiten Obergeschoß ein spätgotisches hölzernes Tonnengewölbe erhalten. | BDA-Hist.: Q107710900 Status: Bescheid Stand der BDA-Liste: 2025-06-30 Name: Gasthof/Hotel Weißes Kreuz (Mozarthaus) GstNr.: .439 Hotel Weisses Kreuz, Innsbruck                                                                          |
| ja BW | Datei hochladen | Bürgerhaus HERIS-ID: 39361 Objekt-ID: 39112 TKK: 115986                                                                        | Herzog-Friedrich-Straße 32 Standort KG: Innsbruck                    | Das im Kern aus dem 16. Jahrhundert stammende fünfgeschoßige Gebäude weist an der Fassade einen dreigeschoßigen Polygonalerker und einen Stutzgiebel auf. Die Lauben sind mit abgefasten verputzten Spitzbogen versehen. In der Mitte des weit in die Tiefe reichenden Hauses befindet sich eine Treppe mit Lichtschacht. | BDA-Hist.: Q37988808 Status: Bescheid Stand der BDA-Liste: 2025-06-30 Name: Bürgerhaus GstNr.: .369 |
| ja BW | Datei hochladen | Bürgerhaus HERIS-ID: 39362 Objekt-ID: 39113 TKK: 115987                                                                        | Herzog-Friedrich-Straße 33 Standort KG: Innsbruck                    | | BDA-Hist.: Q37988819 Status: Bescheid Stand der BDA-Liste: 2025-06-30 Name: Bürgerhaus GstNr.: .440 |
| ja BW | Datei hochladen | Kohleggerhaus HERIS-ID: 39363 Objekt-ID: 39114 TKK: 115988                                                                     | Herzog-Friedrich-Straße 35 Standort KG: Innsbruck                    | Das Stadtrichter-Zeller-Haus war um 1485 bis 1543 im Besitz der Innsbrucker Bürgerfamilie Zeller. Walter Zeller der Ältere ließ, als er 1495 Stadtrichter war, im Laubengewölbe das bemerkenswerte Quaternionen- oder Reichsadlerfresko anbringen, kombiniert mit den Wappen der „Gesalbten Könige“ von Frankreich, England, Sizilien und Schottland. Von Walter Zeller dem Jüngeren († 1543) stammt der zum Teil beschädigte Erkerschmuck mit einem seltenen Haussegen. | BDA-Hist.: Q37988829 Status: Bescheid Stand der BDA-Liste: 2025-06-30 Name: Kohleggerhaus GstNr.: .441 Kohleggerhaus |
| ja BW | Datei hochladen | Bürgerhaus HERIS-ID: 39364 Objekt-ID: 39115 TKK: 115989                                                                        | Herzog-Friedrich-Straße 37 Standort KG: Innsbruck                    | Das im Kern aus dem 15./16. Jahrhundert stammende Haus ist urkundlich seit 1587 belegt. Das viergeschoßige Haus mit Satteldach weist eine horizontal abschließende Stirnmauer und einen dreigeschoßigen Erker in der mittleren Fensterachse auf. Die beiden Laubenbogen sind in verputzten Spitzbogen geschlossen und abgefast. Das Innere wird über eine Wendeltreppe neben dem Lichthof erschlossen. | BDA-Hist.: Q37988838 Status: Bescheid Stand der BDA-Liste: 2025-06-30 Name: Bürgerhaus GstNr.: .442 |
| ja    | Datei hochladen | Gasthaus zur goldenen Rose HERIS-ID: 39365 Objekt-ID: 39116 TKK: 115990                                                        | Herzog-Friedrich-Straße 39 Standort KG: Innsbruck                    | Das Eckhaus zur Stiftgasse stammt im Kern aus dem 15. Jahrhundert und diente mehr als 500 Jahre lang als Gasthaus. Der fünfgeschoßige Mauerbau mit mächtigem Walmdach und regelmäßiger Fassadengliederung weist einen über drei Obergeschoße reichenden, dreiseitigen Polygonalerker auf. Das Erdgeschoß im Bereich der Herzog-Friedrich-Straße ist in zwei weiten Segmentbögen zum Laubengang geöffnet und vom Obergeschoß durch ein kräftiges Gesims abgesetzt. An der Gebäudeecke befindet sich eine 1952 von Hans Andre geschaffene Skulptur. Das Innere ist stark verändert worden, weist aber noch zahlreiche spätgotische Baudetails wie gewölbte Flure und Räume oder Nagelfluhgewände auf. Die Gaststuben im ersten Stock wurden in den 1930er Jahren von Lois Welzenbacher im Stil der Neuen Sachlichkeit gestaltet. | BDA-Hist.: Q37988846 Status: § 57-Mandatsbescheid Stand der BDA-Liste: 2025-06-30 Name: Gasthaus zur goldenen Rose GstNr.: .443 Gasthaus zur goldenen Rose, Swarovskihaus                                                                 |
| ja    | Datei hochladen | Donauhof HERIS-ID: 11851 Objekt-ID: 7971 TKK: 116207                                                                           | Herzog-Friedrich-Straße 40 / Schlossergasse 1 Standort KG: Innsbruck | Das viergeschoßige Gebäude wurde 1912/1914 nach Plänen von Hans Menardi und Josef Retter anstelle des 1765 abgetragenen Vorstadttores und Nachfolgebauten des 19. Jahrhunderts errichtet. An der Fassade zum Marktgraben, an der abgeschrägten Ecke zur Herzog-Friedrich-Straße und an der Ecke zur Schlossergasse befinden sich dreigeschoßige Polygonalerker. Das Erdgeschoß öffnet sich in großen, korbbogigen Schaufenstern zur Herzog-Friedrich-Straße hin und wird mit einem einfachen, die Fassaden umlaufenden Kranzgesims abgeschlossen. Die Fenster der Obergeschoße sind mit breiten weißen Putzfaschen mit ausgestellten Ecken gerahmt. Das im Jugendstil gestaltete Treppenhaus ist verfliest und weist Marmorstufen, stukkierte und mit Goldornamenten besetzte Deckenuntersichten der Treppenläufe und Podeste sowie ein großflächig gestaltetes Schmiedeeisengeländer mit blattbesetzten Blumen in Voluten auf. | BDA-Hist.: Q38114526 Status: Bescheid Stand der BDA-Liste: 2025-06-30 Name: Donauhof GstNr.: .362/1 Donauhof, Innsbruck |
| ja    | Datei hochladen | Stöcklgebäude des Ettlhauses mit Kapelle HERIS-ID: 39318 Objekt-ID: 39063 TKK: 115870                                          | Herzog-Otto-Straße 8 Standort KG: Innsbruck                          | Das im Kern spätgotische Stöcklgebäude des Ettlhauses wurde 1571 errichtet und weist bemerkenswerte Baudetails aus Spätgotik, Renaissance und Barock auf. Der langgestreckte dreigeschoßige Bau ist mit dem Haupthaus durch einen schmalen Gebäudetrakt mit tonnengewölbten Arkaden verbunden. Im ersten Obergeschoß springt der dreiseitig geschlossene Chor der Hauskapelle erkerartig vor. Im Inneren finden sich tonnengewölbte Räume im Erdgeschoß und ein schmaler Flur mit Stichkappengewölbe im ersten Obergeschoß. Die geostete Kapelle über annähernd quadratischem Grundriss weist ein Stichkappengewölbe und eine rundbogige Altarnische auf. Der Eingang an der Westwand verfügt über eine gebänderte Eisentür mit kunstvollem Renaissanceschloss. Alle Wand- und Deckenflächen sind mit Malereien geschmückt, die um 1575 entstanden sind und dem Innsbrucker Hofmaler Giovanni Battista Fontana zugeschrieben werden. Das intarsierte Betgestühl wurde um 1572 geschaffen. Anmerkung: Identadresse Pfarrgasse 5                                                                             | BDA-Hist.: Q37988518 Status: Bescheid Stand der BDA-Liste: 2025-06-30 Name: Stöcklgebäude des Ettlhauses mit Kapelle GstNr.: 408, .400 Stöcklgebäude des Ettlhauses mit Kapelle                                                           |
| ja    | Datei hochladen | Ereignisdenkmal Freiheitskriege von 1809/anno 9 HERIS-ID: 84471 Objekt-ID: 98570 TKK: 115994                                   | vor Herzog-Friedrich-Straße 1 Standort KG: Innsbruck                 | Das als Vater und Sohn oder Anno neun bezeichnete Denkmal stellt zwei Tiroler Freiheitskämpfer dar, die nach dem Feind Ausschau halten. Es wurde anlässlich des 100-jährigen Jubiläums des Tiroler Freiheitskampfes von Christian Plattner geschaffen und 1914 an der Innbrücke vor der Ottoburg aufgestellt. | BDA-Hist.: Q38183056 Status: § 2a Stand der BDA-Liste: 2025-06-30 Name: Ereignisdenkmal Freiheitskriege von 1809/anno 9 GstNr.: 1295 Anno neun memorial                                                                                   |
| ja BW | Datei hochladen | Alte Markthalle HERIS-ID: 14346 Objekt-ID: 10580 TKK: 6209                                                                     | Herzog-Siegmund-Ufer 3 Standort KG: Innsbruck                        | Die alte Markthalle wurde 1913/14 nach Plänen von Fritz Konzert am rechten Innufer errichtet. Das überhöhte Mittelschiff des dreischiffigen Jugendstilbaus ist mit einem flachen Satteldach gedeckt. Die im Norden liegende Eingangsseite ist im unteren Bereich durch fünf symmetrische, auf Nagelfluhpfeilern aufliegende Korbbogenarkaden gegliedert. Das Fassadenrelief mit Fischen, Hahn und Obstschale wird Andreas Hinterholzer zugeschrieben. | BDA-Hist.: Q37752213 Status: Bescheid Stand der BDA-Liste: 2025-06-30 Name: Alte Markthalle GstNr.: .1343 Alte Markthalle, Innsbruck |
| ja    | Datei hochladen | Bederlungerhaus HERIS-ID: 39354 Objekt-ID: 39105 TKK: 115999                                                                   | Hofgasse 2 Standort KG: Innsbruck                                    | Die Geschichte des Bederlungerhauses geht bereits in die früheste Zeit der Stadt zurück. Schon bald nach der Gründung der Stadt südlich der Innbrücke wurden auch die ersten Vorgängergebäude des heutigen Hauses errichtet. Im Erdgeschoß konnten romanische Mauerreste nachgewiesen werden. Das heutige Gebäude entstand durch die Zusammenlegung mehrerer mittelalterlicher Parzellen. Die Bezeichnung als „Bederlungerhaus“ geht auf die Familie Bederlunger zurück, welche das Haus vom Beginn des 19. Jahrhunderts bis 1931 innegehabt hat. Im Jahre 2007 wurde das Haus mit öffentlicher Unterstützung restauriert. | BDA-Hist.: Q37988742 Status: Bescheid Stand der BDA-Liste: 2025-06-30 Name: Bederlungerhaus GstNr.: .431 Bederlungerhaus |
| ja BW | Datei hochladen | Deutschordenshaus HERIS-ID: 39371 Objekt-ID: 39122 TKK: 116000                                                                 | Hofgasse 3 Standort KG: Innsbruck                                    | | BDA-Hist.: Q37988901 Status: Bescheid Stand der BDA-Liste: 2025-06-30 Name: Deutschordenshaus GstNr.: .421 Deutschordenshaus, Innsbruck                                                                                                   |
| ja BW | Datei hochladen | Bürgerhaus HERIS-ID: 39372 Objekt-ID: 39123 TKK: 116001                                                                        | Hofgasse 4 Standort KG: Innsbruck                                    | Der im Kern aus dem 15./16. Jahrhundert stammende Bau ist urkundlich seit 1523 belegt. 1947 wurde im Hof ein Anbau hinzugefügt, 1980 der Geschäftseingang verändert. Zwei dreiachsige, fünfgeschoßige Häuser sind unter einem gemeinsamen Satteldach und durch einheitliche Fassadierung zusammengefasst. Beide Häuser weisen den typischen, schmalrechteckigen Altstadtgrundriss auf. Die Treppenanlage befindet sich in der Mitte des Hauses. In der Mittelachse befindet sich ein Rundbogenportal in Nagelfluhrahmen mit barock gebänderter zweiflügeliger Haustür. Im Inneren verläuft im Erdgeschoß ein durchgehender Flur, der im vorderen Teil kreuzgewölbt, im hinteren Teil tonnengewölbt ist. | BDA-Hist.: Q37988912 Status: Bescheid Stand der BDA-Liste: 2025-06-30 Name: Bürgerhaus GstNr.: .429 |
| ja BW | Datei hochladen | Gasthaus Zum Touristen, ehem. Zum Meraner HERIS-ID: 39373 Objekt-ID: 39124 TKK: 116002                                         | Hofgasse 5 Standort KG: Innsbruck                                    | Ein spätromanischer Kernbau aus dem vierten Viertel des 13. Jahrhunderts wurde um 1430 zu einem dreigeschoßigen, spätgotischen Stadthaus ausgebaut. Die Ausstattung stammt aus den 1580er Jahren, in den 1680er Jahren wurde es um ein viertes Geschoß aufgestockt. Vorder- und Hinterwohnungen sind durch das Treppenhaus mit Lichtschacht getrennt. In die Erdbebenmauer im Erdgeschoß ist ein breites Rundbogenportal ausgeschnitten. Die Fassadenmalerei aus dem 17. Jahrhundert zeigt Fensterumrahmungen mit Pilastern, Frucht- und Blattkränzen, in den Aufsätzen Voluten und Fruchtkränze, Hermen und Putten. Innen verläuft ein durchgehender, tonnengewölbter Flur mit Stichkappen, die Kreuzgewölbe bilden. Ein Spitzbogenportal mit Eisentür führt zum Dachboden. Der ehemalige Saal im dritten Obergeschoß ist mit Wandmalereien aus den 1580er Jahren geschmückt. Diese zeigen eine illusionistische Parklandschaft mit streng symmetrischer Gartenanlage hinter einer Säulenhalle mit Balusterbrüstung und Treppenanlage, im Vordergrund eine herrschaftliche Dame und ein Kind mit Papagei. | BDA-Hist.: Q37988923 Status: Bescheid Stand der BDA-Liste: 2025-06-30 Name: Gasthaus Zum Touristen, ehem. Zum Meraner GstNr.: .422 |
| ja BW | Datei hochladen | Burgriesenhaus HERIS-ID: 39374 Objekt-ID: 39125 TKK: 115998                                                                    | Hofgasse 12 Standort KG: Innsbruck                                   | Das viergeschoßige Haus mit hakenförmigem Grundriss wurde um 1490 anstelle eines Vorgängerbaues errichtet und 1959, 1981, 1985 und 1990 umgebaut. Der Bau wird Niklas Türing dem Älteren zugeschrieben. Die vierachsige Vorderfront ist mit Erker und spätgotischem Fassadenschmuck versehen und mit einem stumpfwinkeligem Giebel, ursprünglich vermutlich einem Zinnengiebel, abgeschlossen. Der Breiterker auf Kragsteinen, das Rundbogenportal mit reich profilierter Laibung und die Fenster mit gekehlten Steinrahmen weisen spätgotische Baudetails auf. Neben dem Erker befindet sich eine Nische mit einer lebensgroßen spätgotischen Steinstatue des Burgriesen Nikolas Haidl. Ein einheitlicher Raum im vorderen Teil des Erdgeschoßes mit Sterngewölbe auf Wandpfeilern dient heute als Flur und Gastraum. Im Obergeschoß sind die Fenster- und Erkernischen mit zierlichem Netzgewölbe von der ursprünglichen Gestaltung erhalten. | BDA-Hist.: Q37988936 Status: Bescheid Stand der BDA-Liste: 2025-06-30 Name: Burgriesenhaus GstNr.: .425 |
| ja    | Datei hochladen | Ehem. Haus Goldener Greif/Tachezy HERIS-ID: 39366 Objekt-ID: 39117 TKK: 116014                                                 | Höttinger Gasse 1 Standort KG: Innsbruck                             | Das 1466 erstmals urkundlich genannte, im Kern aus dem 15. Jahrhundert stammende Gebäude wurde 1607 aus zwei getrennten Häusern zum Gasthaus „Goldener Greif“ vereint. In der zweiten Hälfte des 17. Jahrhunderts wurde es grundlegend umgebaut, 1826 aufgestockt und im 20. Jahrhundert durch Geschäftsein- und umbauten verändert. Das viergeschoßige Eckhaus weist massive Erdbebenstützen, eine hohe Feuermauer zum Nachbarhaus und an der Höttinger Gasse eine geknickte Fassade auf. An der Ecke befindet sich auf der Höhe des ersten Obergeschoßes ein in Stein gehauener Schrein mit einer Kreuzigungsgruppe, die um 1430 geschaffen wurde und vermutlich die älteste erhaltene Wandskulptur Innsbrucks darstellt. | BDA-Hist.: Q37988854 Status: Bescheid Stand der BDA-Liste: 2025-06-30 Name: Ehem. Haus Goldener Greif/Tachezy GstNr.: .211 Ehem. Haus Goldener Greif/Tachezy, Höttinger Gasse 1, Innsbruck                                                |
| ja    | Datei hochladen | Ehem. Chiemseehaus HERIS-ID: 39368 Objekt-ID: 39119 TKK: 116019                                                                | Höttinger Gasse 6 Standort KG: Innsbruck                             | Das 1281 erstmals urkundlich erwähnte Gebäude befand sich im Besitz des Klosters Chiemsee und wurde von diesem spätestens 1628 verkauft. Das Haus wurde in der zweiten Hälfte des 15. Jahrhunderts und um 1500 umgebaut. Im 19. Jahrhundert wurde es durch Einbau einer neuen Treppenanlage, einen Anbau und Aufstockung weiter verändert. Das viergeschoßige Eckhaus weist ein Walmdach und an der Südseite einen bis zum Dachgesims reichenden gotischen Erker auf. Zwei Hallen und die Flure sind mit Tonnengewölbe und Stichkappen, eine weitere Halle mit einem Kreuzgewölbe versehen. | BDA-Hist.: Q37988863 Status: Bescheid Stand der BDA-Liste: 2025-06-30 Name: Ehem. Chiemseehaus GstNr.: .193/3 Ehemaliges Chiemseehaus, Innsbruck                                                                                          |
| ja    | Datei hochladen | Bürgerhaus-Steinportal HERIS-ID: 39369 Objekt-ID: 39120 TKK: 116016                                                            | Höttinger Gasse 11 Standort KG: Innsbruck                            | Das seit dem 15. Jahrhundert belegte und im 17. Jahrhundert neu gebaute Bürgerhaus hat an der südlichen Kante ein Hofportal aus Nagelfluh mit einem geschlossenen Rundbogen sowie Sockel, Kämpfer und Keilstein, das von einem leicht geschwungenen profilierten Gesims bekrönt wird. | BDA-Hist.: Q37988882 Status: Bescheid Stand der BDA-Liste: 2025-06-30 Name: Bürgerhaus-Steinportal GstNr.: .206 |
| ja    | Datei hochladen | Malfatti-Schlössl HERIS-ID: 39370 Objekt-ID: 39121 TKK: 116017                                                                 | Höttinger Gasse 25 Standort KG: Innsbruck                            | Der Ansitz (genannt Ansitz Ettnau nach dem Erbauer oder Malfattischlössl nach dem Besitzer von 1871) wurde spätestens 1693 erbaut und im 19. Jahrhundert umgebaut, das barocke Erscheinungsbild blieb dabei weitgehend erhalten. Bis 1806 diente er als Amtsgebäude und Wohnsitz des Pflegers der Herrschaft Sonnenburg. Das Gebäude erhebt sich auf einem quadratischen Grundriss, an allen vier Ecken befinden sich ausladende Erker, die über das Traufgesims hinaus als achteckige Türmchen weitergeführt und mit Hauben gedeckt sind. Das Zeltdach wird von einer achteckigen Laterne bekrönt. Das Gebäude ist von einem Garten umgeben, der von einer Umfassungsmauer begrenzt wird. | BDA-Hist.: Q37988892 Status: Bescheid Stand der BDA-Liste: 2025-06-30 Name: Malfatti-Schlössl GstNr.: 183/1 Malfattischlössl |
| ja BW | Datei hochladen | Städtisches Wohnheim Saggen mit Einfriedungsmauer und Kiosk HERIS-ID: 55594 Objekt-ID: 64311 TKK: 116027                       | Ing.-Etzel-Straße 59 Standort KG: Innsbruck                          | Anlässlich des sechzigjährigen Regierungsjubiläums Kaiser Franz Josephs stiftete Johann von Sieberer das „Kaiser-Franz-Josef-Jubiläums-Greisenasyl“. Das 1908/09 errichtete Gebäude ist weitgehend gleich wie die Siebererschule gestaltet. Das Innere der Kapelle ist mit originalem ornamentiertem Fliesenboden und Gestühl ausgestattet. Das hohe Tonnengewölbe ist kassettiert und von rosettengeschmückten, kassettierten Gurtbogen eingefasst. Das Gebäude ist von der ursprünglichen Garteneinfassung mit gemauerter Brüstung und reich ornamentiertem Eisengitter zwischen quadratischen Pfeilern umgeben. | BDA-Hist.: Q38066470 Status: § 2a Stand der BDA-Liste: 2025-06-30 Name: Städtisches Wohnheim Saggen mit Einfriedungsmauer und Kiosk GstNr.: 747/2, 747/1 Städtisches Wohnheim Saggen                                                      |
| ja    | Datei hochladen | Flösserkreuz HERIS-ID: 96429 Objekt-ID: 111923 TKK: 116028                                                                     | Innallee Standort KG: Innsbruck                                      | Das neugotische Kruzifix wurde, vermutlich als Ersatz für ein älteres Kruzifix, um 1865 im Zuge der Innuferverbauung aufgestellt. | BDA-Hist.: Q37767928 Status: § 2a Stand der BDA-Liste: 2025-06-30 Name: Flösserkreuz GstNr.: 1029/1 |
| ja    | Datei hochladen | Volksschule St. Nikolaus mit östlich angrenzender Einfriedungsmauer HERIS-ID: 88301 Objekt-ID: 102855 TKK: 116029              | Innallee 3 Standort KG: Innsbruck                                    | Das Gebäude wurde 1872 als Industrieschule errichtet und 1891 umgebaut und erweitert. Das dreigeschoßige Gebäude mit Walmdach weist an der Innseite einen Mittelrisalit, an der südwestlichen Eingangsfassade ein von Pilastern gerahmtes Portal in segmentbogigem Stein- bzw. Putzrahmen auf. Die Fassaden sind mit Putzbänderung und Gesimsen gegliedert. | BDA-Hist.: Q37724976 Status: § 2a Stand der BDA-Liste: 2025-06-30 Name: Volksschule St. Nikolaus mit östlich angrenzender Einfriedungsmauer GstNr.: .86, 103 Volksschule St. Nikolaus, Innsbruck                                          |
| ja    | Datei hochladen | Dankl-Kaserne HERIS-ID: 39385 Objekt-ID: 39136 TKK: 122237                                                                     | Innrain 1 Standort KG: Innsbruck                                     | Die alte Stadtburg wurde gleichzeitig mit der Anlage der Innsbrucker Altstadt um 1180/1204 als Stadtburg der Grafen von Andechs, Herzoge von Meranien errichtet und vom 15. bis zum 18. Jahrhundert als „inneres“ oder Stadt-Zeughaus bzw. ab 1780 als Kaserne verwendet. Der Altbau musste um 1851/54 weitgehend dem bestehenden Kasernen-Neubau weichen, welcher seit 1986/88 als Verwaltungsgebäude etc. adaptiert worden ist. | BDA-Hist.: Q37988973 Status: Bescheid Stand der BDA-Liste: 2025-06-30 Name: Dankl-Kaserne GstNr.: .327 Dankl-Kaserne |
| ja    | Datei hochladen | Bürgerhaus, ehem. Hofschmiedehaus HERIS-ID: 40523 Objekt-ID: 40468 TKK: 116032                                                 | Innrain 2 Standort KG: Innsbruck                                     | 1822 wurde die Baugenehmigung für das Haus mit Hufschmiede erteilt, das 1841 und 1843 umgebaut wurde. Seit 1892 befindet sich darin eine Gaststätte. Die Fassade des fünfgeschoßigen Baus mit kleinem Innenhof und Walmdach ist frühhistoristisch mit glatten Eckpilastern, Horizontalgesimsen zwischen den einzelnen Geschoßen und einem profilierten Kranzgesims gegliedert. Die Rundbogenportale sind heute teilweise vermauert. Im Inneren weist das Erdgeschoß ausgeprägte Stichkappengewölbe auf, der Hausflur und verschiedene andere Räumlichkeiten schlichte Flachtonnengewölbe. | BDA-Hist.: Q37995137 Status: Bescheid Stand der BDA-Liste: 2025-06-30 Name: Bürgerhaus, ehem. Hofschmiedehaus GstNr.: .249 Bürgerhaus Innrain 2, Innsbruck                                                                                |
| ja    | Datei hochladen | Wallpachhaus HERIS-ID: 39387 Objekt-ID: 39138 TKK: 116031                                                                      | Innrain 14 Standort KG: Innsbruck                                    | Das Haus wurde 1719 erbaut und nach 1775 aufgestockt. Die Fassade aus der Mitte des 18. Jahrhunderts ist mit reichem Rokokoschmuck aus Rocaillen, Muscheln und Schnörkeln gestaltet. In der Mittelachse zwischen erstem und zweitem Obergeschoß befindet sich ein Medaillon mit der Darstellung des Gnadenbildes Mariahilf. | BDA-Hist.: Q37988984 Status: Bescheid Stand der BDA-Liste: 2025-06-30 Name: Wallpachhaus GstNr.: .256 Wallpachhaus, Innsbruck |
| ja    | Datei hochladen | Stiftsmühle HERIS-ID: 39388 Objekt-ID: 39139 TKK: 116033                                                                       | Innrain 20 Standort KG: Innsbruck                                    | Das viergeschoßige Haus mit fünfachsiger Vorderfront und Satteldach wurde im 18. Jahrhundert erbaut. Die Fassade ist mit einem durchgehenden Gesims über dem Erdgeschoß und Brüstungsgesimsen an den Fenstern gegliedert. Das Korbbogenportal in Putzrahmen weist im Bogen Quadern mit Keilstein auf. | BDA-Hist.: Q37988993 Status: Bescheid Stand der BDA-Liste: 2025-06-30 Name: Stiftsmühle GstNr.: .259 |
| ja    | Datei hochladen | Wohn- und Geschäftshaus, Ehem. Marktamt HERIS-ID: 25417 Objekt-ID: 21844 TKK: 11906                                            | Innrain 24 Standort KG: Innsbruck                                    | Das Barockhaus wurde 1717 errichtet und 1874 nach Plänen von Josef Spörr aufgestockt. Dabei wurde die Fassade spätbiedermeierlich mit historistischem Stuckdekor gestaltet. 1922 wurde das Dachgeschoß ausgebaut und mit Dachhäuschen versehen. | BDA-Hist.: Q37893512 Status: Bescheid Stand der BDA-Liste: 2025-06-30 Name: Wohn- und Geschäftshaus, Ehem. Marktamt GstNr.: .261 |
| ja    | Datei hochladen | Kath. Pfarrkirche hl. Johannes Nepomuk HERIS-ID: 55542 Objekt-ID: 64235 TKK: 20488                                             | gegenüber Innrain 29 Standort KG: Innsbruck                          | Die Johanneskirche wurde 1729–1732 anstelle einer älteren Kapelle errichtet und bildete lange den westlichen Abschluss des Innrains. Der hochbarocke Bau wurde von Georg Anton Gumpp nach italienischen Vorbildern entworfen. Die Deckengemälde wurden 1794 von Josef Schöpf geschaffen. Seit 1993 ist die Kirche Sitz der Universitätspfarre. | BDA-Hist.: Q1306456 Status: § 2a Stand der BDA-Liste: 2025-06-30 Name: Kath. Pfarrkirche hl. Johannes Nepomuk GstNr.: .274 Johanneskirche Innsbruck                                                                                       |
| ja    | Datei hochladen | Landespolizeikommando mit Einfriedung HERIS-ID: 55540 Objekt-ID: 64233 TKK: 34238                                              | Innrain 34 Standort KG: Innsbruck                                    | Das langgestreckte Gebäude wurde 1783 als Kadettenschule errichtet und wird heute von der Landespolizeidirektion Tirol genutzt. Im Inneren befindet sich ein 1955–1959 geschaffenes Mosaik von Emmerich Kerle, das den gefallenen Kameraden gewidmet ist und eine Darstellung von Österreich mit Soldaten, einem Engel mit Lorbeerkranz und einem Kreuz mit Bindenschild zeigt. | BDA-Hist.: Q38066129 Status: Bescheid Stand der BDA-Liste: 2025-06-30 Name: Landespolizeikommando mit Einfriedung GstNr.: .273, 225 Landespolizeidirektion Tirol - Innrain building                                                       |
| ja BW | Datei hochladen | Albersheim/Notburgaheim HERIS-ID: 39389 Objekt-ID: 39140 TKK: 116034                                                           | Innrain 41 Standort KG: Innsbruck                                    | Der seit 1561 belegte Ansitz stammt im Kern aus dem 16. Jahrhundert und wurde 1862 aufgestockt. Das viergeschoßige, würfelförmige Gebäude mit Eckerkern wird durch zwei breite Gesimse gegliedert. Über dem rundbogigen Portal befindet sich ein Mosaik des Gnadenbildes Mariahilf. Der breite, durchgehende Erdgeschoßflur ist im vorderen Teil tonnengewölbt mit Stichkappen, die Treppe weist ein Tonnengewölbe, der Flur im ersten Obergeschoß und die Treppenpodeste ein Kreuzgewölbe auf. | BDA-Hist.: Q16054400 Status: Bescheid Stand der BDA-Liste: 2025-06-30 Name: Albersheim/Notburgaheim GstNr.: 233/2 |
| ja    | Datei hochladen | Landeskrankenhaus, Haupthaus, HNO, HSS, ZMK-Klinik HERIS-ID: 42662 Objekt-ID: 43253 TKK: 116035                                | Innrain 47 Standort KG: Innsbruck                                    | Der Krankenhausbau wurde 1933 im Stil der Neuen Sachlichkeit errichtet. Er besteht aus einem viergeschoßigen kubischen Eingangstrakt und einen fünfgeschoßigen Quertrakt, die durch einen geschwungenen Baukörper verbunden werden, der gegen den Eingangstrakt hin zurückgesetzt und um vier Achsen vor den Quertrakt geschoben ist. Das Erdgeschoß erscheint durch seine Bänderung und breiten rechteckigen Fenster als Sockel. | BDA-Hist.: Q38003309 Status: Bescheid Stand der BDA-Liste: 2025-06-30 Name: Landeskrankenhaus, Haupthaus, HNO, HSS, ZMK-Klinik GstNr.: 1165                                                                                               |
| ja    | Datei hochladen | Landeskrankenhaus, Zahlstock HERIS-ID: 42663 Objekt-ID: 43254 TKK: 116036                                                      | Innrain 49 Standort KG: Innsbruck                                    | Der dreigeschoßige Krankenhausbau wurde 1909 im Heimatstil mit historistischen Elementen erbaut. Die Fassade ist mit Quaderung, Erkern und Balkonen gegliedert. Anmerkung: Standortangabe näherungsweise. | BDA-Hist.: Q38003319 Status: Bescheid Stand der BDA-Liste: 2025-06-30 Name: Landeskrankenhaus, Zahlstock GstNr.: 1165 |
| ja    | Datei hochladen | Universitätsbibliothek HERIS-ID: 55551 Objekt-ID: 64246 TKK: 34240                                                             | Innrain 50 Standort KG: Innsbruck                                    | Das Hauptgebäude der Universitätsbibliothek wurde von 1911 bis 1914 nach Plänen von Eduard Zotter erbaut. Der freistehende, zweigeschoßige Bau besteht aus einem überhöhten Lesesaaltrakt mit Mansarddach und einem Depottrakt, die durch einen vorspringenden Treppenhaustrakt verbunden sind. Dieser weist zwischen zwei massiven Pilastern ein barockisierendes Portal auf, darüber ein hohes Rundbogenfenster und einen Giebel mit Doppeladler, im Inneren befindet sich eine monumentale Treppenanlage mit Marmortreppe und aus Volutenmotiven gebildeter Steinbalustrade. Der Lesesaal weist an der Straßenseite hohe Rundbogenfenster auf und ist mit einer Kassettendecke gedeckt. | BDA-Hist.: Q1347881 Status: Bescheid Stand der BDA-Liste: 2025-06-30 Name: Universitätsbibliothek GstNr.: 1187 Universitäts- und Landesbibliothek Tirol                                                                                   |
| ja    | Datei hochladen | Universitätshauptgebäude HERIS-ID: 55552 Objekt-ID: 64247 TKK: 34241                                                           | Innrain 52 Standort KG: Innsbruck                                    | Das Hauptgebäude der Universität Innsbruck wurde von 1911 bis 1924 erbaut. Der schematische Entwurf von Wilhelm Rezori oder Eduard Zotter aus dem Bauministerium in Wien wurde von Josef Retter, dessen Firma mit der Bauausführung betraut war, überarbeitet. Die neubarocke, freistehende, viergeschoßige Anlage umschließt als Flügelbau zwei Innenhöfe. Die fünf mittleren Achsen der Hauptfassade springen als Risalit mit Mansardendach vor, aus diesem nochmals die drei mittleren Portalachsen, die durch kolossale ionische Halbsäulen abgegrenzt und von einem geschwungenen Segmentbogengiebel abgeschlossen werden. Im Inneren ist das Foyer erhöht und durch Pilaster und Pfeiler vom Vestibül abgesetzt. Die Aula im ersten Stock ist antikisierend mit profilierten Pilastern, Zahnschnittfries und Kassettendecke gestaltet. | BDA-Hist.: Q38066192 Status: Bescheid Stand der BDA-Liste: 2025-06-30 Name: Universitätshauptgebäude GstNr.: 1187 Main building of the University of Innsbruck                                                                            |
| ja    | Datei hochladen | Kriegerdenkmal HERIS-ID: 71191 Objekt-ID: 84346 TKK: 34242                                                                     | Innrain 52 Standort KG: Innsbruck                                    | Das von Lois Welzenbacher entworfene Ehrenmal für die im Ersten Weltkrieg gefallenen Universitätsangehörigen wurde 1926 vor dem Hauptgebäude der Universität enthüllt. Auf einem hohen Sockel mit dreieckiger Grundfläche und der Inschrift „Ehre – Freiheit – Vaterland“ befindet sich ein aus Kupfer getriebener Adler. | BDA-Hist.: Q38126944 Status: Bescheid Stand der BDA-Liste: 2025-06-30 Name: Kriegerdenkmal GstNr.: 1187 War memorial at University of Innsbruck                                                                                           |
| ja    | Datei hochladen | Kaiser-Franz-Josef-Jubiläums-Siechenhaus, ehem. Städt. Pflegeheim HERIS-ID: 39390 Objekt-ID: 39141 TKK: 116037                 | Innrain 53 Standort KG: Innsbruck                                    | Das viergeschoßige, freistehende Gebäude wurde 1898/99 als Kaiser-Franz-Josef-Jubiläums-Siechenhaus errichtet. Die Fassade zum Innrain ist mit einem barockisierenden Mittelportal, Putzfaschen und Bänderung an den Haus- und Risalitkanten gegliedert. An der Rückseite befindet sich die 1900 geweihte Kapelle mit vorspringendem, dreiseitigem Chor und Deckenfresken von Alfons Siber von 1903. | BDA-Hist.: Q37989010 Status: Bescheid Stand der BDA-Liste: 2025-06-30 Name: Kaiser-Franz-Josef-Jubiläums-Siechenhaus, ehem. Städt. Pflegeheim GstNr.: 1165 Kaiser-Franz-Josef-Jubiläums-Siechenhaus                                       |
| ja    | Datei hochladen | Thurnerdenkmal HERIS-ID: 87716 Objekt-ID: 102142 TKK: 116040                                                                   | Innstraße Standort KG: Innsbruck                                     | Das Denkmal für Franz Thurner, Begründer der Freiwilligen Feuerwehren und des Turnwesens in Tirol, wurde 1902 aufgestellt. Die Bronzebüste auf einem Steinsockel wurde von Norbert Pfretzschner geschaffen. | BDA-Hist.: Q37721225 Status: § 2a Stand der BDA-Liste: 2025-06-30 Name: Thurnerdenkmal GstNr.: 1029/1 |
| ja BW | Datei hochladen | Joachimsbrunnen HERIS-ID: 87721 Objekt-ID: 102147 TKK: 116038                                                                  | Innstraße (Kiosk bei Innbrücke), in der Nähe Standort KG: Innsbruck  | Der barocke Brunnen besteht aus einem Muschelbecken auf einem mit Delphinen und Volutenkartuschen verzierten Fuß und einer korinthischen Marmorsäule mit einer Marmorstatue des hl. Joachim mit vergoldetem Strahlennimbus, der in der einen Hand eine Lilie und in der anderen die sitzende Maria hält. Der Brunnen wurde von Johann Martin Gumpp dem Älteren entworfen, die Statue wird Ingenuin Lechleitner zugeschrieben. Er stand von 1706 bis 1732 als Pendant zum inzwischen ebenfalls entfernten Josefsbrunnen südlich der Annasäule in der Maria-Theresien-Straße und wurde 1851 im Waltherpark aufgestellt. | BDA-Hist.: Q37721254 Status: § 2a Stand der BDA-Liste: 2025-06-30 Name: Joachimsbrunnen GstNr.: 1029/1 |
| ja    | Datei hochladen | Vermessungsstein „Geographensäule“ HERIS-ID: 96431 Objekt-ID: 111925 TKK: 116041                                               | Innstraße Standort KG: Innsbruck                                     | Die Wetterstation wurde 1876 im Waltherpark errichtet. Auf gestuften quadratischen Unterbau aus rotem Marmor erhebt sich ein Pfeiler aus weißem Marmor. Im Sockelfuß verwitterte Inschrift. Der Sockel trägt Rahmenfelder mit den Höhenangaben einiger umliegender Berggipfel sowie den Längen- und Breitengrad. Nebst Thermometer und Barometer hat die Säule noch eine Sonnenuhr und eine Inschrift mit der Angabe der durchschnittlichen Witterung. | BDA-Hist.: Q37767947 Status: § 2a Stand der BDA-Liste: 2025-06-30 Name: Vermessungsstein „Geographensäule“ GstNr.: 1029/1 Geographensäule (Innsbruck)                                                                                     |
| ja    | Datei hochladen | Persönlichkeitsdenkmal Walther von der Vogelweide HERIS-ID: 96432 Objekt-ID: 111926 TKK: 116039                                | Innstraße Standort KG: Innsbruck                                     | Die überlebensgroße Erzstatue des Walter von der Vogelweide wurde 1876 für das Bayerische Nationalmuseum gegossen und 1877 von der Stadt Innsbruck angekauft und im Waltherpark aufgestellt. Die Statue steht auf einem unregelmäßig geschichteten Porphyrsockel. | BDA-Hist.: Q37767958 Status: § 2a Stand der BDA-Liste: 2025-06-30 Name: Persönlichkeitsdenkmal Walther von der Vogelweide GstNr.: 1029/1                                                                                                  |
| ja    | Datei hochladen | Bürgerhaus HERIS-ID: 84816 Objekt-ID: 98969 TKK: 123817seit 2020                                                               | Innstraße 1 Standort KG: Innsbruck                                   | Der Gasthof Innbrücke weist einen romanischen Baukern mit Mauerwerk im Kellergeschoß sowie an den Feuermauern aus dem 13. Jahrhundert auf. In der Gotik und Spätgotik wurde das Haus umgebaut, aufgestockt und die Gewölbe geschaffen. Um 1800 wurde es spätbarock umgebaut und das zweite Obergeschoß voll ausgebaut. 1912 wurde das Innere verändert, 1926 das Dachgeschoß ausgebaut. Seit 1610 ist das Gebäude als Wirtshaus belegt. Die Hauptfassade weist einen barock geschwungenen Giebel und in der Mittelachse einen dreigeschoßigen Erker auf. An der Ecke und an der Seitenfront befinden sich massive Erdbebenstützpfeiler. Im Inneren hat sich ein gewölbter Raum aus der Zeit um 1500 mit Ziegelgewölbe und Stichkappen erhalten. | BDA-Hist.: Q105646614 Status: Bescheid Stand der BDA-Liste: 2025-06-30 Name: Bürgerhaus GstNr.: .191 |
| ja BW | Datei hochladen | Miethaus, ehem. Strafarbeitshaus/Turnusvereinshaus HERIS-ID: 39392 Objekt-ID: 39143 TKK: 116045                                | Innstraße 2 Standort KG: Innsbruck                                   | Das Gebäude wurde 1712–1724 als Zuchthaus (Strafarbeiterhaus) erbaut, dem auch eine Leinenfabrik angeschlossen war. 1778 wurde die Kapelle neu geweiht. 1861 überließ die Stadt Innsbruck das Gebäude dem Einquartierungs-Turnus-Verein als Ausweichquartier, heute dient es als Wohnhaus. Das dreigeschoßige Gebäude mit einheitlichem, steilem Walmdach ist in vier Flügeln um einen längsrechteckigen Hof angeordnet. Die Fassaden sind durch eine breite Eckquadrierung, horizontale Putzbänder und ein kräftiges Kranzgesims gegliedert. In der Mitte der Schmalseiten befinden sich im Rundbogen geschlossene Hofeinfahrten. In den Quertrakten befinden sich zweiarmige, seicht tonnengewölbte Treppen mit kreuzgewölbten Podesten. Von der ursprünglichen Kapelle ist noch der Dachreiter erhalten. | BDA-Hist.: Q37989023 Status: Bescheid Stand der BDA-Liste: 2025-06-30 Name: Miethaus, ehem. Strafarbeitshaus/Turnusvereinshaus GstNr.: .87 Turnusvereinshaus, Innsbruck                                                                   |
| ja    | Datei hochladen | Bürgerhaus HERIS-ID: 39393 Objekt-ID: 39144 TKK: 116049                                                                        | Innstraße 3 Standort KG: Innsbruck                                   | Das im Kern aus dem 16. Jahrhundert stammende Haus ist urkundlich seit 1500 belegt. Die Fassade wurde im zweiten Viertel des 18. Jahrhunderts mit reichen Stuckaturen versehen. Im zweimal gegen die Mitte eingeschwungenen Giebel befindet sich ein Medaillon mit dem Gnadenbild Mariahilf. Das rundbogig geschlossene Portal weist eine spätgotische Rahmung aus Nagelfluh auf. Im Erdgeschoß findet sich ein tonnengewölbter Flur. | BDA-Hist.: Q37989037 Status: Bescheid Stand der BDA-Liste: 2025-06-30 Name: Bürgerhaus GstNr.: .190 Innstraße 3, Innsbruck |
| ja    | Datei hochladen | Malfatti-Haus HERIS-ID: 39394 Objekt-ID: 39145 TKK: 116052                                                                     | Innstraße 5 Standort KG: Innsbruck                                   | Zwei ins 16. Jahrhundert zurückgehende Häuser wurden um 1738 zu einem vereinigt. Es zeigt sich heute als sechsachsiges, viergeschoßiges Haus mit neu aufgebautem Dachgeschoß mit Satteldach. In der zweiten und fünften Achse befindet sich je ein Breiterker über abgefasten toskanischen Nagelfluhpfeilern. Das Innere wurde erneuert und beherbergt heute ein Kino. Das ursprünglich sechsachsige, viergeschoßige Stöcklgebäude wurde abgetragen und in das Kino einbezogen. | BDA-Hist.: Q37989048 Status: Bescheid Stand der BDA-Liste: 2025-06-30 Name: Malfatti-Haus GstNr.: 174/1 Malfattihaus, Innsbruck |
| ja    | Datei hochladen | Wohnhaus Goldenes Kreuz (Haupthaus mit Stöckl) HERIS-ID: 39395 Objekt-ID: 39146 TKK: 116042                                    | Innstraße 13 Standort KG: Innsbruck                                  | Der Baukern des vorderen Hauses sowie des Stöcklgebäudes geht ins 16./17. Jahrhundert zurück, die Fassadierung stammt aus dem 19. Jahrhundert. Das vierachsige, viergeschoßige, weit in die Tiefe reichende Haus hat ein Satteldach mit seitlichen Mulden und Giebelfront zur Straße. Die Fassade weist einen Polygonalerker und ein Rundbogenportal auf, der Giebel ist zur Mitte zweimal eingeschwungen. 1954 wurde über dem Erdgeschoß ein Gesims hinzugefügt. Der durchgehende Erdgeschoßflur ist tonnengewölbt mit Stichkappen. In der Mitte des Hauskörpers befindet sich eine Treppe mit vermauertem Lichtschacht. An der Berglehne steht das fünfgeschoßige Stöcklgebäude mit Rundbogeneingängen. | BDA-Hist.: Q37989059 Status: Bescheid Stand der BDA-Liste: 2025-06-30 Name: Wohnhaus Goldenes Kreuz (Haupthaus mit Stöckl) GstNr.: .180, .181                                                                                             |
| ja    | Datei hochladen | Bürgerhaus HERIS-ID: 39396 Objekt-ID: 39147 TKK: 116043                                                                        | Innstraße 15 Standort KG: Innsbruck                                  | Das schmale viergeschoßige, weit in die Tiefe reichende Haus mit rechteckigem Grundriss und Grabendach wurde 1546 nach einem Brand in Anlehnung an Formen des 15. Jahrhunderts neu errichtet. Die dreiachsige Giebelfront weist einen dreigeschoßige Breiterker in der Mittelachse, ein Rundbogenportal und einen vorgeblendeten Treppengiebel auf. Die Gestaltung der Fassade stammt von Alfred Matuella aus dem Jahr 1955. Die Flure im Erdgeschoß und im ersten Obergeschoß sind tonnengewölbt mit Stichkappen und über eine gemauerte Wendeltreppe verbunden. | BDA-Hist.: Q37989066 Status: Bescheid Stand der BDA-Liste: 2025-06-30 Name: Bürgerhaus GstNr.: .179 |
| ja    | Datei hochladen | Ansitz Rainfels HERIS-ID: 39397 Objekt-ID: 39148 TKK: 116044                                                                   | Innstraße 17 Standort KG: Innsbruck                                  | Das viergeschoßige, weit in die Tiefe reichende Gebäude stammt im Kern aus der Mitte des 16. Jahrhunderts. Die vierachsige Fassade weist Erker und einen barocken, reich geschwungenen Giebel auf und ist mit Malereien aus der ersten Hälfte des 18. Jahrhunderts geschmückt. Das spätgotische Steinportal mit mehrfach gekehltem Gewände wird Niklas Türing dem Jüngeren zugeschrieben. Im Inneren finden sich ein tonnengewölbter Erdgeschoßflur mit kleinen Stichkappen und einem Netz verästelter Grate in Fischblasenformen sowie eine kleine Vorhalle mit Kreuzgewölbe. | BDA-Hist.: Q37989076 Status: Bescheid Stand der BDA-Liste: 2025-06-30 Name: Ansitz Rainfels GstNr.: .178 Ansitz Rainfels |
| ja    | Datei hochladen | Seifensieder-Haus HERIS-ID: 39398 Objekt-ID: 39149 TKK: 116046                                                                 | Innstraße 23 Standort KG: Innsbruck                                  | Das im Kern aus dem 16. Jahrhundert stammende Gebäude wurde 1712 aus zwei Häusern zusammengefügt und im 19. Jahrhundert mit einer neugotischen Fassade versehen. Seit 1868 ist es im Besitz der Seifenfabrikanten Walde. 1883 wurde im Hof ein ebenerdiger Zubau, 1935 und 1938 ein Kessel- bzw. Sudhaus für die Seifenfabrik errichtet. Die Fassade ist mit zwei Breiterkern, Blendgiebeln und korbbogig geschlossenen Portalen gestaltet. Im Inneren finden sich zahlreiche spätgotische Gewölbe. Zu dem Baukomplex gehören neben dem Haupthaus ein Stöcklgebäude, ein Gartenhaus aus dem 18. Jahrhundert sowie ein Verwalter- und Gesindehaus. | BDA-Hist.: Q37989084 Status: Bescheid Stand der BDA-Liste: 2025-06-30 Name: Seifensieder-Haus GstNr.: .175/2 Seifensiederhaus, Innsbruck                                                                                                  |
| ja    | Datei hochladen | Ansitz HERIS-ID: 39399 Objekt-ID: 39150 TKK: 116047                                                                            | Innstraße 23a Standort KG: Innsbruck                                 | Das ansitzartige, dreigeschoßige Stöcklgebäude des Seifensiederhauses stammt im Kern aus dem 16. Jahrhundert, wurde im 18. Jahrhundert barockisiert, 1932 umgebaut und 1956 aufgestockt. An der Mittelachse der barocken Fassade befindet sich ein Korbbogenportal, darüber ein Fresko mit dem Gnadenbild Mariahilf. Der Flur und Räume im Erdgeschoß sind mit spätgotischen Gewölben und Türgewänden versehen. | BDA-Hist.: Q37989095 Status: Bescheid Stand der BDA-Liste: 2025-06-30 Name: Ansitz GstNr.: .175/1 Innstraße 23a, Innsbruck |
| ja    | Datei hochladen | Bürgerhaus HERIS-ID: 39400 Objekt-ID: 39151 TKK: 116048                                                                        | Innstraße 25 Standort KG: Innsbruck                                  | Das viergeschoßige Gebäude stammt im Kern aus dem 15./16. Jahrhundert. Es weist eine einfache barocke Fassade mit durchlaufenden Brüstungsgesimsen und geohrten Fensterrahmen, einem Erker und einem Rundbogenportal auf. Im Inneren finden sich ein durchgehender, tonnengewölbter Erdgeschoßflur mit Stichkappen, mehrere spätgotische Portalgewände und eine Balkendedecke. | BDA-Hist.: Q37989105 Status: Bescheid Stand der BDA-Liste: 2025-06-30 Name: Bürgerhaus GstNr.: .171 |
| ja    | Datei hochladen | St. Nikolaus-Schule mit Einfriedung an der Innstraße HERIS-ID: 55497 Objekt-ID: 64182 TKK: 116050                              | Innstraße 36 Standort KG: Innsbruck                                  | Das Gebäude wurde 1863–1864 nach Plänen von Peter Huter erbaut und 1957–1960 renoviert und um zwei Zubauten erweitert. Ursprünglich Volksschule, wird es heute als Berufsschule genutzt. Der Bau auf T-förmigem Grundriss hat alle Seiten als Schaufassaden ausgebildet. Die dreigeschoßige, siebenachsige Westseite ist durch Strebepfeiler gegliedert. Die mittleren drei Achsen setzen sich über dem Traufgesims in einem dreieckig abgeschlossenen Giebelaufsatz fort. Nord- und Südseite sind dreiachsig und schließen mit treppengiebelartigem Aufsatz ab. An der Ostseite springt ein Mittelteil mit Türmchenaufbau am Giebelabschluss vor. Über dem Erdgeschoß umzieht ein Fries mit gotisierenden Rankenornamenten den ganzen Bau. Die Fenster sind mit Spitz- und Korbbögen, Maßwerkfüllungen und Friesen unterschiedlich gestaltet. Das Portal an der Westseite in gotischer Form ist aus Höttinger Breccie. Der vom Maximilianstil beeinflusste Bau gilt als eines der bedeutendsten Beispiele neugotischer Profanarchitektur in Tirol.                                                        | BDA-Hist.: Q38065944 Status: § 2a Stand der BDA-Liste: 2025-06-30 Name: St. Nikolaus-Schule mit Einfriedung an der Innstraße GstNr.: 96 St. Nikolaus-Schule, Innsbruck                                                                    |
| ja    | Datei hochladen | Ansitz Rauschenstein HERIS-ID: 46190 Objekt-ID: 47909 TKK: 83596                                                               | Innstraße 38 Standort KG: Innsbruck                                  | Der im Kern aus dem 16. Jahrhundert stammende, als Färberei genutzte Bau wurde 1871/1872 umgebaut und 1925 nach Plänen von Franz Baumann erweitert. Im Südwesten schließt ein von einer Mauer umgebener Garten an. Die Fassaden des dreigeschoßigen Gebäudes weisen eine regelmäßige Gliederung auf. Ein durchlaufender Mittelflur mit eingezogenen Gurtbögen erschließt in der südlichen Gebäudehälfte den älteren, wohl noch spätgotischen Teil des Hauses. | BDA-Hist.: Q38019786 Status: Bescheid Stand der BDA-Liste: 2025-06-30 Name: Ansitz Rauschenstein GstNr.: .76/1 |
| ja    | Datei hochladen | Bürgerhaus HERIS-ID: 39402 Objekt-ID: 39153 TKK: 116051                                                                        | Innstraße 45 Standort KG: Innsbruck                                  | Das im Kern aus dem 15./16. Jahrhundert stammende fünfgeschoßige Gebäude wurde 1894 mit einem Keller und einem größeren Geschäftslokal versehen. Die Umgestaltung der Fassade im 19. Jahrhundert wurde 1953 rückgängig gemacht. In der Mittelachse der Fassade befindet sich ein viergeschoßiger Breiterker, darunter ein Rundbogenportal. Der durchgehende Erdgeschoßflur ist mit einem fast spitzbogigen Tonnengewölbe versehen. | BDA-Hist.: Q37989117 Status: Bescheid Stand der BDA-Liste: 2025-06-30 Name: Bürgerhaus GstNr.: .161 Innstraße 45, Innsbruck |
| ja    | Datei hochladen | Bürgerhaus HERIS-ID: 39403 Objekt-ID: 39154 TKK: 116053                                                                        | Innstraße 53 Standort KG: Innsbruck                                  | Das im Kern aus dem 16. Jahrhundert stammende Haus wurde im 17. Jahrhundert umgebaut, die Fassadierung mit Gesimsen stammt aus dem 19. Jahrhundert. Der schmale, weit in die Tiefe reichende, dreigeschoßige Bau mit hakenförmigem Grundriss weist ein Satteldach mit seitlichen Mulden auf. In der mittleren Achse der Hauptfassade befindet sich ein dreiseitiger, zweigeschoßiger Polygonalerker mit einem Fresko Madonna und Kind in der Erkerbrüstung. Das Rechteckportal ist von einem Nagelfluhramen eingefasst. Der durchgehende, im vorderen Teil verbaute Erdgeschoßflur ist mit seichter Tonne mit gratigen Stichkappen gedeckt, die im hinteren Teil ein Kreuzgewölbe bilden. Die Gewölbefüße ruhen auf abgefasten Wandpfeilern. Die Flure und Treppenpodeste im Obergeschoß haben Kreuzgewölbe mit Graten. | BDA-Hist.: Q37989129 Status: Bescheid Stand der BDA-Liste: 2025-06-30 Name: Bürgerhaus GstNr.: .155 Innstraße 53, Innsbruck |
| ja BW | Datei hochladen | Brunnen in der Innstraße (Hans-Brenner-Platz) HERIS-ID: 96430 Objekt-ID: 111924 TKK: 116054                                    | vor Innstraße 69 Standort KG: Innsbruck                              | Der Brunnen besteht aus einem viereckigen Brunnentrog und einer zylindrischen Brunnensäule. Die Skulptur des hl. Nikolaus aus Veroneser Marmor wurde 1953 von Helmut Millonig geschaffen. | BDA-Hist.: Q37767937 Status: § 2a Stand der BDA-Liste: 2025-06-30 Name: Brunnen in der Innstraße (Hans-Brenner-Platz) GstNr.: 1028/3 |
| ja    | Datei hochladen | Wohn- und Gasthaus Eiche HERIS-ID: 39405 Objekt-ID: 39156 TKK: 116055                                                          | Innstraße 85 Standort KG: Innsbruck                                  | | BDA-Hist.: Q37989139 Status: Bescheid Stand der BDA-Liste: 2025-06-30 Name: Wohn- und Gasthaus Eiche GstNr.: 86/2 Gasthof zur Eiche, Innsbruck                                                                                            |
| ja    | Datei hochladen | Bürgerhaus, ehem. Gasthaus Elefant HERIS-ID: 39406 Objekt-ID: 39157 TKK: 116056                                                | Innstraße 87 Standort KG: Innsbruck                                  | | BDA-Hist.: Q37989145 Status: Bescheid Stand der BDA-Liste: 2025-06-30 Name: Bürgerhaus, ehem. Gasthaus Elefant GstNr.: .109 |
| ja    | Datei hochladen | Kindergarten St. Nikolaus mit Einfriedungsmauer HERIS-ID: 55498 Objekt-ID: 64183 TKK: 116057                                   | Innstraße 97 Standort KG: Innsbruck                                  | Das zweigeschoßige freistehende Gebäude mit 7:3 Fensterachsen und Krüppelwalmdach wurde 1886 erbaut. Die Fassaden sind mit Gesimsen, Fenstergiebeln und Lisenen in barockisierenden Formen gestaltet. Der Eingang befindet sich in der Mittelachse der östlichen Fassade. Das Innere weist ein geräumiges repräsentatives Treppenhaus und Säle für den Kindergarten auf. | BDA-Hist.: Q38065954 Status: § 2a Stand der BDA-Liste: 2025-06-30 Name: Kindergarten St. Nikolaus mit Einfriedungsmauer GstNr.: .113, .114, 75, 76 Kindergarten St. Nikolaus, Innsbruck                                                   |
| ja    | Datei hochladen | Kruzifix HERIS-ID: 84971 Objekt-ID: 99136 TKK: 116058                                                                          | Jahnstraße Standort KG: Innsbruck                                    | Das spätgotische Kruzifix in einem überdachten Gehäuse stammt vermutlich aus dem 16. Jahrhundert und wurde in späterer Zeit ergänzt. | BDA-Hist.: Q38184296 Status: § 2a Stand der BDA-Liste: 2025-06-30 Name: Kruzifix GstNr.: 1077 |
| ja    | Datei hochladen | Volksschule, Waldorfschule und Kindergarten Dreiheiligen mit Turnsaal HERIS-ID: 55576 Objekt-ID: 64282 TKK: 116060             | Jahnstraße 5 Standort KG: Innsbruck                                  | | BDA-Hist.: Q38066289 Status: § 2a Stand der BDA-Liste: 2025-06-30 Name: Volksschule, Waldorfschule und Kindergarten Dreiheiligen mit Turnsaal GstNr.: 545/2 Volksschule Dreiheiligen                                                      |
| ja    | Datei hochladen | Miethaus HERIS-ID: 34826 Objekt-ID: 33225 TKK: 116059                                                                          | Jahnstraße 29 Standort KG: Innsbruck                                 | | BDA-Hist.: Q37960392 Status: Bescheid Stand der BDA-Liste: 2025-06-30 Name: Miethaus GstNr.: .727/2 Jahnstraße 29, Innsbruck |
| ja    | Datei hochladen | Austriahaus (Haus der Akademischen Verbindung Austria) HERIS-ID: 82519 TKK: 104256seit 2021                                    | Josef-Hirn-Straße 3 Standort KG: Innsbruck                           | Das Haus für die AV Austria Innsbruck wurde 1903/04 nach Plänen von Ludwig Hunrath und Hans Rummel im neugotischen Stil erbaut. Das viergeschoßige Gebäude weist eine reich gegliederte, dreiteilige Fassade auf. Links ist die von einem Treppengiebel abgeschlossene Portalachse mit Rundbogenportal und einem dreiseitigen Renaissanceerker. Der mittlere Bauteil weist einen gotisierenden, zweigeschoßigen Breiterker mit Walmdach auf. Der rechte Teil ist ein von einem Holztürmchen bekrönter Turmbau mit verschieden geformten Fenstern und einem Mosaik mit dem Verbindungswappen. Die ganze Fassade ist mit plastischer Dekoration mit Wappen, Schriftbändern und Emblemen der Fakultäten geschmückt. Der sich beinahe über das gesamte erste Obergeschoß erstreckende Festsaal verfügt über eine erhöhte Bühne mit einer plastischen hohlkehligen Rahmung an der einen und einer Empore an der anderen Schmalseite. | BDA-Hist.: Q107710980 Status: Bescheid Stand der BDA-Liste: 2025-06-30 Name: Austriahaus (Haus der Akademischen Verbindung Austria) GstNr.: .1205 Austriahaus, Innsbruck                                                                  |
| ja    | Datei hochladen | Miethaus mit Stöckelgebäude im Hinterhof HERIS-ID: 39407 Objekt-ID: 39158 TKK: 116062                                          | Kaiser-Franz-Joseph-Straße 1 Standort KG: Innsbruck                  | | BDA-Hist.: Q37989153 Status: Bescheid Stand der BDA-Liste: 2025-06-30 Name: Miethaus mit Stöckelgebäude im Hinterhof GstNr.: .1116 Kaiser-Franz-Joseph-Straße 1, Innsbruck                                                                |
| ja    | Datei hochladen | Miethaus HERIS-ID: 55588 Objekt-ID: 64299 TKK: 6220                                                                            | Kaiser-Franz-Joseph-Straße 2 Standort KG: Innsbruck                  | | BDA-Hist.: Q38066388 Status: Bescheid Stand der BDA-Liste: 2025-06-30 Name: Miethaus GstNr.: .1113 |
| ja    | Datei hochladen | Miethaus HERIS-ID: 46915 Objekt-ID: 49303 TKK: 116064                                                                          | Kaiser-Franz-Joseph-Straße 5 Standort KG: Innsbruck                  | | BDA-Hist.: Q38024727 Status: Bescheid Stand der BDA-Liste: 2025-06-30 Name: Miethaus GstNr.: .1171 Kaiser-Franz-Joseph-Straße 5, Innsbruck                                                                                                |
| ja    | Datei hochladen | Miethaus HERIS-ID: 46413 Objekt-ID: 48413 TKK: 116065                                                                          | Kaiser-Franz-Joseph-Straße 9 Standort KG: Innsbruck                  | | BDA-Hist.: Q38021308 Status: Bescheid Stand der BDA-Liste: 2025-06-30 Name: Miethaus GstNr.: .1173 Kaiser-Franz-Joseph-Straße 9, Innsbruck                                                                                                |
| ja    | Datei hochladen | Umfriedung der Hofgärtnerei HERIS-ID: 110609 Objekt-ID: 128323 TKK: 116071                                                     | Kaiserjägerstraße 1b Standort KG: Innsbruck                          | | BDA-Hist.: Q37819789 Status: § 2a Stand der BDA-Liste: 2025-06-30 Name: Umfriedung der Hofgärtnerei GstNr.: 583/2, 583/4, 583/1 |
| ja    | Datei hochladen | Wandmalerei im Wintergarten der Hofgärtnerei HERIS-ID: 103274 Objekt-ID: 119748 TKK:                                           | bei Kaiserjägerstraße 1b Standort KG: Innsbruck                      | Das Wandgemälde Luft- und Pflanzenwesen im Gebäude der Hofgärtnerei wurde 1954 von Max Weiler geschaffen. | BDA-Hist.: Q37796276 Status: § 2a Stand der BDA-Liste: 2025-06-30 Name: Wandmalerei im Wintergarten der Hofgärtnerei GstNr.: 583/1 |
| ja    | Datei hochladen | Gasthaus Zum Schwarzen Adler HERIS-ID: 39408 Objekt-ID: 39159 TKK: 116067                                                      | Kaiserjägerstraße 2 Standort KG: Innsbruck                           | Das im Kern aus dem 16. Jahrhundert stammende Gebäude wurde 1555 erstmals urkundlich erwähnt und ist seit 1654 als Gaststätte nachweisbar. Das viergeschoßige Eckhaus weist einen Eckerker über drei Geschoße und an der Hauptfassade zur Kaiserjägerstraße ein Rechteckportal auf. Der Flur im Erdgeschoß ist tonnengewölbt mit Stichkappen. | BDA-Hist.: Q37989163 Status: Bescheid Stand der BDA-Liste: 2025-06-30 Name: Gasthaus Zum Schwarzen Adler GstNr.: .770/1 Gasthaus Schwarzer Adler, Innsbruck                                                                               |
| ja    | Datei hochladen | Kapuzinerkirche und -kloster mit Eremitage HERIS-ID: 39409 Objekt-ID: 39160 TKK: 116072                                        | Kaiserjägerstraße 6 Standort KG: Innsbruck                           | Das Kapuzinerkloster wurde 1593 gegründet und 1594 geweiht, von 1797 bis 1833 war es aufgehoben. Im 17. Jahrhundert wurde es erweitert und erhielt ab 1857 das heutige klassizistische Erscheinungsbild. Die Kirche ist ein schlichter Bau mit eingezogenem, gerade abschließendem Chor und Dachreiter. Die Fassade zeigt eine einfache klassizistische Gliederung mit Kolossalpilastern und ein Portal mit ursprünglicher, profilierter Marmorrahmung mit Dreiecksgiebel. Der weiß getünchte, schmucklose Innenraum ist mit einem Tonnengewölbe gedeckt. | BDA-Hist.: Q18215310 Status: § 2a Stand der BDA-Liste: 2025-06-30 Name: Kapuzinerkirche und -kloster mit Eremitage GstNr.: 575/3, 575/1 Kapuzinerkloster Innsbruck                                                                        |
| ja    | Datei hochladen | Zinsvilla HERIS-ID: 46357 Objekt-ID: 48250 TKK: 116073                                                                         | Kaiserjägerstraße 7 Standort KG: Innsbruck                           | | BDA-Hist.: Q38020809 Status: Bescheid Stand der BDA-Liste: 2025-06-30 Name: Zinsvilla GstNr.: .1056/1 Kaiserjägerstraße 7, Innsbruck |
| ja    | Datei hochladen | Hauptgebäude der ehem. Firma Alois Carl Walde KG HERIS-ID: 81427 Objekt-ID: 95198 TKK: 34635                                   | Kaiserjägerstraße 10 Standort KG: Innsbruck                          | Das Gebäude wurde 1845 als Wachszieherei der Firma Walde mit Wachsbleiche und Wohnung erbaut. Das zweigeschoßige Biedermeierhaus mit Walmdach weist an der südlichen Fassade zwei Rundbogenportale in Breccierahmen und im Inneren eine einarmige gewendelte Holztreppe auf. | BDA-Hist.: Q38175741 Status: Bescheid Stand der BDA-Liste: 2025-06-30 Name: Hauptgebäude der ehem. Firma Alois Carl Walde KG GstNr.: 570                                                                                                  |
| ja    | Datei hochladen | Villa HERIS-ID: 46373 Objekt-ID: 48270 TKK: 116066                                                                             | Kaiserjägerstraße 18 Standort KG: Innsbruck                          | | BDA-Hist.: Q38020924 Status: Bescheid Stand der BDA-Liste: 2025-06-30 Name: Villa GstNr.: 832 |
| ja    | Datei hochladen | Villa HERIS-ID: 46427 Objekt-ID: 48442 TKK: 116068                                                                             | Kaiserjägerstraße 22 Standort KG: Innsbruck                          | | BDA-Hist.: Q38021465 Status: Bescheid Stand der BDA-Liste: 2025-06-30 Name: Villa GstNr.: 821 |
| ja    | Datei hochladen | Villa HERIS-ID: 46356 Objekt-ID: 48249 TKK: 83591                                                                              | Kaiserjägerstraße 24 Standort KG: Innsbruck                          | | BDA-Hist.: Q38020802 Status: Bescheid Stand der BDA-Liste: 2025-06-30 Name: Villa GstNr.: 811/2 Kaiserjägerstraße 24, Innsbruck |
| ja    | Datei hochladen | Villa Erna HERIS-ID: 46832 Objekt-ID: 49091 TKK: 116069                                                                        | Kaiserjägerstraße 28 Standort KG: Innsbruck                          | | BDA-Hist.: Q38024037 Status: Bescheid Stand der BDA-Liste: 2025-06-30 Name: Villa Erna GstNr.: 788 |
| ja    | Datei hochladen | Villa HERIS-ID: 46426 Objekt-ID: 48441 TKK: 116070                                                                             | Kaiserjägerstraße 30 Standort KG: Innsbruck                          | | BDA-Hist.: Q38021456 Status: Bescheid Stand der BDA-Liste: 2025-06-30 Name: Villa GstNr.: 778/2 |
| ja    | Datei hochladen | Messehalle 2 HERIS-ID: 39376 Objekt-ID: 39127 TKK: 116026                                                                      | Kapuzinergasse 11 Standort KG: Innsbruck                             | Die Halle wurde für die Prager Jubiläumsausstellung 1891 errichtet und für die Tiroler Landesausstellung 1893 nach Innsbruck versetzt, wo sie heute von der Innsbrucker Messe genutzt wird. Der Stahlfachwerkbau wird an der Südseite und an den Stirnseiten von gemauerten Wänden umschlossen, die ursprünglich aufwendig architektonisch gestaltet waren und große Fensteröffnungen aufwiesen. | BDA-Hist.: Q1924074 Status: § 2a Stand der BDA-Liste: 2025-06-30 Name: Messehalle 2 GstNr.: 858/5 Messehalle B, Innsbruck |
| ja    | Datei hochladen | Wohnhaus HERIS-ID: 40610 Objekt-ID: 40581 TKK: 116074                                                                          | Kapuzinergasse 20 Standort KG: Innsbruck                             | | BDA-Hist.: Q37995470 Status: Bescheid Stand der BDA-Liste: 2025-06-30 Name: Wohnhaus GstNr.: .727/1 Kapuzinergasse 20, Innsbruck |
| ja    | Datei hochladen | Sieben-Kapellen-Kirche/Siebenkreuzkapelle HERIS-ID: 39420 Objekt-ID: 39172 TKK: 116076                                         | Kapuzinergasse 39 Standort KG: Innsbruck                             | Die als Heiliggrabkirche 1583–1584 erbaute Kirche wurde 1670 bei einem Erdbeben stark beschädigt und 1676–1678 nach Plänen von Johann Martin Gumpp dem Älteren neu gebaut. Unter Joseph II. profaniert, wurde sie fast 200 Jahre lang als Lager genutzt. Der stark gegliederte, langgestreckte Bau auf einem trapezförmigen Grundriss hat an den Seiten jeweils drei vorspringende Kapellen. Im Innenraum wurde durch den trapezförmigen Grundriss und das abfallende Gewölbe eine übersteigerte Perspektive auf das Heilige Grab als Mittelpunkt erzielt. | BDA-Hist.: Q20754142 Status: Bescheid Stand der BDA-Liste: 2025-06-30 Name: Sieben-Kapellen-Kirche/Siebenkreuzkapelle GstNr.: .801 Sieben-Kapellen-Kirche (Innsbruck)                                                                     |
| ja    | Datei hochladen | Objekt 5 (Lagerschuppen, Farbe-Lacke-Hilfsstoffe-Gebäude) HERIS-ID: 107513 Objekt-ID: 124854 TKK: 116077                       | Kapuzinergasse 39 Standort KG: Innsbruck                             | Das typische Lagerhaus aus der ersten Hälfte des 19. Jahrhunderts steht auf dem Gelände der ehemaligen und 1786 unter Kaiser Joseph II. aufgehobenen und zu einem Militärmagazin umfunktionierten Siebenkapellenkirche. Das langgestreckte, zweigeschoßig gemauerte Gebäude hat einen rechteckigen Grundriss, ein mächtiges Walmdach und eine regelmäßige Fassadengliederung. Die Schmalseiten sind ein-, die Längsseiten fünfachsig. Das Lagerhaus hat innen einfache Holzdecken und gusseiserne Stützpfeiler. | BDA-Hist.: Q37810337 Status: Bescheid Stand der BDA-Liste: 2025-06-30 Name: Objekt 5 (Lagerschuppen, Farbe-Lacke-Hilfsstoffe-Gebäude) GstNr.: .801 Siebenkapellenareal, Objekt 5                                                          |
| ja    | Datei hochladen | Objekt 9 (Lagerschuppen, Holzlagergebäude) HERIS-ID: 107514 Objekt-ID: 124855 TKK: 116078                                      | Kapuzinergasse 39 Standort KG: Innsbruck                             | Das typische Lagerhaus aus der ersten Hälfte des 19. Jahrhunderts steht auf dem Gelände der ehemaligen und 1786 unter Kaiser Joseph II. aufgehobenen und zu einem Militärmagazin umfunktionierten Siebenkapellenkirche. Das schmale, lang gestreckte und eingeschoßig gemauerte Gebäude hat einen hakenförmigen Grundriss, ein weites Walmdach und eine regelmäßige Fassadengliederung, an den Mauerecken breite Pilaster. Der an der Ostseite rechtwinkelig angesetzte Bauteil ist teilweise mit Holz verschalt und hat an der Giebelseite einen weiten Torbogen zwischen zwei Strebepfeilern. Das Lagerhaus hat innen einfache Holzdecken. | BDA-Hist.: Q37810345 Status: Bescheid Stand der BDA-Liste: 2025-06-30 Name: Objekt 9 (Lagerschuppen, Holzlagergebäude) GstNr.: .801 |
| ja BW | Datei hochladen | Umfassungsmauer HERIS-ID: 107515 Objekt-ID: 124856 TKK: 116075                                                                 | Kapuzinergasse 39 Standort KG: Innsbruck                             | Die barocke Umfassungsmauer aus dem 18. Jahrhundert ist auf der steinsichtigen Innenseite regelmäßig durch vorgesetzte gemauerte Pfeiler verstärkt und nach außen verputzt. Im Westen und im Süden befinden sich pfeilerflankierte Einfahrten, von denen die südliche vermauert ist. | BDA-Hist.: Q37810352 Status: Bescheid Stand der BDA-Liste: 2025-06-30 Name: Umfassungsmauer GstNr.: .801 |
| ja    | Datei hochladen | Kapferer Villa HERIS-ID: 23220 Objekt-ID: 19570 TKK: 116080                                                                    | Karl-Kapferer-Straße 3 Standort KG: Innsbruck                        | Die Kapferer-Villa wurde 1885 von Jacob Norer als eine der ersten Villen im Saggen errichtet. Die streng historistische, zweigeschoßige Villa ist an der fünfachsigen Straßenfassade mit einem diagonal gestellten Eckrisalit im Osten und einem dreiseitigen erkerartigen Mittelrisalit akzentuiert. In der westlichen Gebäudeecke liegt die einspringende Eingangsachse, die eine altdeutsche Haustür unter einem stark vorkragenden Blechdach aufweist. Die West- und die Ostseite zeigen die gleichen Wand- und Fensterlösungen wie die Südseite. An der Nordseite zum Garten wurde 1895 eine zweigeschoßige Veranda mit Rundbogenfenstern in schlanker Eisenpfeilerarchitektur angefügt. Das Stiegenhaus weist eine zweiarmige Treppe mit Marmorstufen und ein ornamentiertes Schmiedeeisengeländer auf. | BDA-Hist.: Q37875011 Status: Bescheid Stand der BDA-Liste: 2025-06-30 Name: Kapferer Villa GstNr.: .919 Kapferer-Villa |
| ja    | Datei hochladen | Kirche und Kloster Zur Ewigen Anbetung HERIS-ID: 55582 Objekt-ID: 64290 TKK: 39034                                             | Karl-Kapferer-Straße 7 (Hauptgebäude) Standort KG: Innsbruck         | Das Kloster wurde 1868 von Maria Pia von Angelini gegründet, 1869/70 erbaut und 1872 geweiht. 1895 wurde von Felix Schatz das Fassadenmosaik Anbetung des Altarsakramentes gestaltet. Das Kloster wurde in der NS-Zeit 1940 aufgehoben und danach 1945 von den überlebenden Schwestern wieder übernommen. | BDA-Hist.: Q38066351 Status: § 2a Stand der BDA-Liste: 2025-06-30 Name: Kirche und Kloster Zur Ewigen Anbetung GstNr.: 609/1 Klosterkirche der Schwestern zur Ewigen Anbetung                                                             |
| ja    | Datei hochladen | Pfarrhof, ehem. Priesterhaus des Klosters zur Ewigen Anbetung HERIS-ID: 90752 Objekt-ID: 105457 TKK: 116081                    | Karl-Kapferer-Straße 9 Standort KG: Innsbruck                        | Das ehemalige Priesterhaus des Klosters zur Ewigen Anbetung ist an die Gartenmauer des Klosterareals angebaut. Der dreigeschoßige Gründerzeitbau wurde 1878/79 errichtet und weist einen dreiachsigen Mittelrisalit auf. Das gegen Norden vorspringende Treppenhaus wird vom ebenerdigen Predigtsaal mit anschließender Gästewohnung und von der ehemaligen Waschküche (heute Wohnung) flankiert, die beide vom Klostergarten aus zugänglich sind. Die Fassaden sind mit Rieselputzquaderung, Ortsteinkanten, einem holzverkleideten Giebel mit Schleierbrettern sowie Faschenrahmen und Dekorfriesen gestaltet. Die Fresken im Predigtsaal wurden 1945 von Rafael Thaler geschaffen. | BDA-Hist.: Q37749358 Status: § 2a Stand der BDA-Liste: 2025-06-30 Name: Pfarrhof, ehem. Priesterhaus des Klosters zur Ewigen Anbetung GstNr.: .829 Priesterhaus des Klosters zur Ewigen Anbetung, Innsbruck                               |
| ja    | Datei hochladen | Jesuitenkirche Hl. Dreifaltigkeit HERIS-ID: 55517 Objekt-ID: 64205 TKK: 49099                                                  | Karl-Rahner-Platz Standort KG: Innsbruck                             | → Hauptartikel : Jesuitenkirche (Innsbruck) f1 | BDA-Hist.: Q387643 Status: Bescheid Stand der BDA-Liste: 2025-06-30 Name: Jesuitenkirche Hl. Dreifaltigkeit GstNr.: 420 Jesuitenkirche Innsbruck                                                                                          |
| ja    | Datei hochladen | Theologische Fakultät d. Universität Innsbruck (ehem. Jesuitenkolleg u. Gymnasium) HERIS-ID: 55513 Objekt-ID: 64198 TKK: 35780 | Karl-Rahner-Platz 1 Standort KG: Innsbruck                           | Die Anlage der Theologischen Fakultät der Universität Innsbruck, früher als Jesuitengymnasium und als Universitätsbibliothek genutzt, erstreckt sich zu beiden Seiten der Jesuitenkirche entlang der Universitätsstraße. Der Westtrakt geht auf den ersten Kollegsbau von 1562 um einem Arkadenhof zurück. Zur Straße liegen die Gänge, nach Süden, zum Garten, die großen lichten Hörsäle und Professorenzimmer. Die Gestaltung der barocken Fassade wird Johann Martin Gumpp dem Älteren zugeschrieben. | BDA-Hist.: Q38066003 Status: Bescheid Stand der BDA-Liste: 2025-06-30 Name: Theologische Fakultät d. Universität Innsbruck (ehem. Jesuitenkolleg u. Gymnasium) GstNr.: .642 Theological faculty of the University of Innsbruck, west wing |
| ja    | Datei hochladen | Theologische Fakultät d. Universität Innsbruck (ehem. Jesuitenkolleg u. Gymnasium) HERIS-ID: 55514 Objekt-ID: 64199 TKK: 35787 | Karl-Rahner-Platz 3 Standort KG: Innsbruck                           | Die Anlage der Theologischen Fakultät der Universität Innsbruck, früher als Jesuitengymnasium und als Universitätsbibliothek genutzt, erstreckt sich zu beiden Seiten der Jesuitenkirche entlang der Universitätsstraße. Der barocke Osttrakt wurde 1722 bis 1724 nach Plänen von Georg Anton Gumpp anstelle eines Baus von 1603 bis 1606 errichtet. Das Gebäude erstreckt sich in zwei Flügeln um einen rechteckigen Hof nach Osten, die Hauptfassade liegt im Westen zum Karl-Rahner-Platz. | BDA-Hist.: Q38066014 Status: Bescheid Stand der BDA-Liste: 2025-06-30 Name: Theologische Fakultät d. Universität Innsbruck (ehem. Jesuitenkolleg u. Gymnasium) GstNr.: .646 Theological faculty of the University of Innsbruck, east wing |
| ja    | Datei hochladen | Zinsvilla HERIS-ID: 46146 Objekt-ID: 47833 TKK: 116082                                                                         | Karl-Schönherr-Straße 1 Standort KG: Innsbruck                       | | BDA-Hist.: Q38019513 Status: Bescheid Stand der BDA-Liste: 2025-06-30 Name: Zinsvilla GstNr.: .1075 Karl-Schönherr-Straße 1, Innsbruck |
| ja    | Datei hochladen | Bundeshandelsakademie und Bundeshandelsschule HERIS-ID: 39421 Objekt-ID: 39173 TKK: 34155                                      | Karl-Schönherr-Straße 2 Standort KG: Innsbruck                       | Das Gebäude der Handelsakademie wurde 1904 nach einem Entwurf von Eduard Klingler und Arthur Ringler im Stil der sogenannten „Tiroler Gotik“ erbaut und 1971–1977 nach Plänen von Ekkehard Hörmann aufgestockt und umgebaut. | BDA-Hist.: Q1574819 Status: Bescheid Stand der BDA-Liste: 2025-06-30 Name: Bundeshandelsakademie und Bundeshandelsschule GstNr.: 602/41 Building of Handelsakademie Innsbruck                                                             |
| ja BW | Datei hochladen | Ehem. Theresianische Normalschule mit Kapelle HERIS-ID: 39422 Objekt-ID: 39174 TKK: 116083                                     | Kiebachgasse 10 Standort KG: Innsbruck                               | Im 1519 erstmals urkundlich genannten Gebäude wurde 1769 eine Normalschule eingerichtet, die später zur k.k. Musterhauptschule erhoben wurde. Um 1777 wurde anstelle des Stöcklgebäudes eine Kapelle zum hl. Johannes dem Täufer errichtet. 1878 erwarb die neugegründete evangelische Gemeinde das Gebäude und nutzte es als Pfarrhaus und die Kapelle für ihre Gottesdienste. Mit dem Bau der Christuskirche wurde das Gebäude nicht mehr benötigt und verkauft, die Kapelle wird seither als Werkstatt verwendet. Das an der Hauptfront sechsachsige Gebäude umgibt mit vier ungleichen viergeschoßigen Flügeln einen rechteckigen Innenhof. An den rückwärtigen Trakt schließt ein zweiter, bis an die Schlossergasse reichender Hof an, dessen südliche Hälfte von der Kapelle eingenommen wird. An der Hauptfassade befinden sich zwei Erker, im Hof offene Galerien und Treppengänge aus der zweiten Hälfte des 17. Jahrhunderts. | BDA-Hist.: Q37989198 Status: Bescheid Stand der BDA-Liste: 2025-06-30 Name: Ehem.Theresianische Normalschule mit Kapelle GstNr.: .341, .342 Kiebachgasse 10 (Innsbruck)                                                                   |
| ja BW | Datei hochladen | Bürgerhaus HERIS-ID: 39423 Objekt-ID: 39175 TKK: 116084                                                                        | Kiebachgasse 11 Standort KG: Innsbruck                               | Das 1502 erstmals urkundlich genannte viergeschoßige Gebäude stammt im Kern aus dem 15./16. Jahrhundert. Die dreiachsige Vorderfront ist geknickt und weist in der mittleren Achse einen dreigeschoßigen dreiseitigen Polygonalerker und in der rechten Achse ein Rundbogenportal auf. Die Erdbebenmauer ist über dem Portal im Rundbogen ausgeschnitten. Der durchgehende Erdgeschoßflur ist im vorderen Teil mit einem spitzbogigen Tonnengewölbe mit Stichkappen versehen und im hinteren Teil zu einem fast quadratischen kreuzgewölbten Raum mit Sterngratnetz erweitert. Die Flure des ersten und zweiten Obergeschoßes weisen ein Tonnengewölbe auf. | BDA-Hist.: Q37989207 Status: Bescheid Stand der BDA-Liste: 2025-06-30 Name: Bürgerhaus GstNr.: .333 |
| ja    | Datei hochladen | Gumpphaus/Mundinghaus/Pflaumerhaus HERIS-ID: 39424 Objekt-ID: 39176 TKK: 116085                                                | Kiebachgasse 16 Standort KG: Innsbruck                               | Drei im Kern aus dem 16. Jahrhundert stammende Häuser wurden um 1680 zu einem Gebäude vereint und im ersten Drittel des 18. Jahrhunderts umgebaut. Von 1653 bis 1765 war das Haus im Besitz der Baumeisterfamilie Gumpp. Das viergeschoßige Eckhaus mit Erkern springt an der Südecke stark ein, wodurch sich an der Kreuzung Kiebachgasse/Schlossergasse ein kleiner Platz ergibt. Die durch unterschiedliche Dachformen (Satteldächer, Pultdach) und Fenstergrößen deutlich zu erkennenden ursprünglichen Bauteile werden durch eine einheitliche barocke Fassadierung mit architektonischer und figuraler Putzgliederung zusammengefasst. Im Inneren haben sich spätgotische Baudetails (Gewölbe, Portale) und barocke Stuckaturen aus der Zeit um 1730 erhalten. | BDA-Hist.: Q37989217 Status: Bescheid Stand der BDA-Liste: 2025-06-30 Name: Gumpphaus/Mundinghaus/Pflaumerhaus GstNr.: .336 Gumpphaus/Mundinghaus/Pflaumerhaus                                                                            |
| ja    | Datei hochladen | Altstadthaus mit Kolbenturm HERIS-ID: 103268 Objekt-ID: 119742 TKK: 116212                                                     | Kiebachgasse 17 Standort KG: Innsbruck                               | Wahrscheinlich bereits im 13. Jahrhundert als Torturm über die Schlossergasse erbaut, befand sich dieser Wohnturm der Familie Kolb mit den beiderseits anschließenden Häusern von ca. 1450 bis 1582 in landesfürstlichem Besitz und fungierte 1563/82 als Hofspital. Seine heutige Gestalt mit Renaissance-Freskenschmuck erhielt der Turm 1582/85 unter Karl Schurf zu Schönwer und Mariastein, Erblandjägermeister von Tirol, der auch 1608 die Erhebung zum adeligen Ansitz „Karlsburg“ erwirkte. An Karl Schurf erinnert sein prächtiger Wappenstein von 1585 rechts vom Hauseingang. Im 18. Jahrhundert bzw. bis 1862 im Besitz der Grafen Sarnthein, gelangte der Ansitz 1902 in städtischen Besitz. Sein Südtrakt – an der Stadtmauer – wurde nach Bombenzerstörung 1955 wiederaufgebaut. | BDA-Hist.: Q37796026 Status: § 2a Stand der BDA-Liste: 2025-06-30 Name: Altstadthaus mit Kolbenturm GstNr.: .364, .365/1 Kolbenturm (Innsbruck)                                                                                           |
| ja    | Datei hochladen | Bürgerhaus HERIS-ID: 39425 Objekt-ID: 39177 TKK: 116089                                                                        | Kirschentalgasse 5 Standort KG: Innsbruck                            | Das im Kern aus dem 15. Jahrhundert stammende Bürgerhaus wurde 1846 aufgestockt. Das zweigeschoßige Giebelhaus auf annähernd quadratischem Grundriss und Satteldach hat in der Mitte zwei Portale direkt nebeneinander. Das linke weist einen Rundbogen auf und führt zur Kellerstiege, das rechte, mit einem Spitzbogen versehene Portal führt in den Flur. | BDA-Hist.: Q37989226 Status: Bescheid Stand der BDA-Liste: 2025-06-30 Name: Bürgerhaus GstNr.: .243 |
| ja    | Datei hochladen | Ansitz Bruckfeld HERIS-ID: 39426 Objekt-ID: 39178 TKK: 116090                                                                  | Kirschentalgasse 6 Standort KG: Innsbruck                            | Das ansitzartige Gebäude entstand vor 1614 durch das Zusammenfügen zweier älterer Häuser und wurde im 18./19. Jahrhundert umgebaut. Das viergeschoßige Haus auf einem unregelmäßigen hakenförmigen Grundriss weist ein spätgotisches Rundbogenportal und ein Satteldach auf. Die Fassade wurde im 19. Jahrhundert mit Faschen, Rustika und Gesimsen gestaltet. | BDA-Hist.: Q37989235 Status: Bescheid Stand der BDA-Liste: 2025-06-30 Name: Ansitz Bruckfeld GstNr.: .238/3 |
| ja    | Datei hochladen | Zinsvilla HERIS-ID: 46358 Objekt-ID: 48251 TKK: 116093                                                                         | Kochstraße 1 Standort KG: Innsbruck                                  | | BDA-Hist.: Q38020816 Status: Bescheid Stand der BDA-Liste: 2025-06-30 Name: Zinsvilla GstNr.: .1011/1 Kochstraße 1, Innsbruck |
| ja    | Datei hochladen | Villa HERIS-ID: 58270 Objekt-ID: 68810 TKK: 116094                                                                             | Kochstraße 3 Standort KG: Innsbruck                                  | | BDA-Hist.: Q38082029 Status: Bescheid Stand der BDA-Liste: 2025-06-30 Name: Villa GstNr.: .1033 Kochstraße 3, Innsbruck |
| ja    | Datei hochladen | Villa Rhomberg HERIS-ID: 110408 TKK: 141988seit 2021                                                                           | König-Laurin-Straße 6 Standort KG: Innsbruck                         | Die Unternehmervilla der 1838–1841 an der Sill errichteten Spinnfabrik Herrburger & Rhomberg steht zwischen der Sill und dem ehemaligen Werkskanal und ist über eine Brücke erreichbar. Die zweigeschoßige Villa wurde 1936/37 nach Plänen von Willi Stigler errichtet. Die Fassaden des kubischen Baukörpers sind abwechslungsreich gegliedert und mit einem originalen, bauzeitlichen Rauputz gestaltet. An der Eingangsfassade im Nordosten befindet sich ein Vordach, die Südwestfassade ist zum gestalteten Terrassen-Gartenbereich geöffnet und weist einen loggienartig vorspringenden Baukörper mit Terrasse im Obergeschoß auf. | BDA-Hist.: Q107711911 Status: Bescheid Stand der BDA-Liste: 2025-06-30 Name: Villa Rhomberg GstNr.: .1459 |

## Ehemalige Denkmäler
| Foto |                 | Denkmal                                                                                                  | Standort                                 | Beschreibung | Metadaten |
| ---- | --------------- | --- | ---------------------------------------- | --- | --- |
| ja   | Datei hochladen | Lager, Lagergebäude bzw. Teil der Umfassungsmauer HERIS-ID: 107517 Objekt-ID: 124858 TKK: 116079bis 2023 | Kapuzinergasse 39 Standort KG: Innsbruck | Das langgestreckte, eingeschoßige Lagergebäude mit Satteldach an der Ostecke des Siebenkapellenareals ist mit einer Längs- und einer Schmalseite in die Umfassungsmauer integriert. Es weist drei unregelmäßige Fensteröffnungen zur Straße und eine Öffnung im Giebelfeld zum Innenhof auf. Das Lagergebäude wurde 2015 abgerissen, da es in einem statisch bedenklichen Zustand war und nicht explizit unter Denkmalschutz stand. Die östliche Außenmauer, Teil der Umfassungsmauer des Siebenkapellenareals, blieb erhalten. | BDA-Hist.: Q37810361 Status: Bescheid Stand der BDA-Liste: 2023-06-05 Name: Lager, Lagergebäude bzw. Teil der Umfassungsmauer GstNr.: .801 |